# Bâle
Pour les articles homonymes, voir Bâle (homonymie), Bale et Basel.
Bâle (prononcé : /bɑl/ ; en allemand : Basel) est la troisième ville la plus peuplée de Suisse après Zurich et Genève, et le chef-lieu du canton de Bâle-Ville. La commune de Bâle compte 176 329 habitants en 2023.
La ville est connue pour ses nombreux musées, dont le Kunstmuseum de Bâle, le plus grand musée d'art en Suisse et historiquement la première collection d'art accessible au public au monde (1661), la fondation Beyeler, le musée Tinguely et le musée d'art contemporain de Bâle (en lien avec le Neubau depuis 2016). Avec quarante musées répartis dans tout le canton, la ville est, proportionnellement à sa population, l'un des plus grands centres culturels d'Europe. La foire Art Basel est une des plus importantes manifestations annuelles d'art contemporain au monde. Le carnaval de Bâle fait partie du Patrimoine culturel immatériel de l'UNESCO.
En 1460, la première université suisse est fondée à Bâle. La ville a ainsi historiquement constitué un lieu d'enseignement de référence en Europe en matière de théologie, de philosophie, de droit, de médecine et de pharmacologie. L'université de Bâle a été fréquentée, au fil des siècles, par Érasme de Rotterdam, Paracelse, Daniel Bernoulli, Friedrich Nietzsche, Karl Jaspers, le lauréat du prix Nobel de physiologie ou médecine Tadeusz Reichstein ou la philosophe Jeanne Hersch.
La ville de Bâle est également connue pour ses industries chimique et pharmaceutique de pointe. Elle abrite les sièges sociaux de Roche et Novartis respectivement deuxième et cinquième entreprises pharmaceutiques mondiales. Elle représente ainsi le premier centre mondial pour les activités de recherche en micro-chimie et en recherche pharmaceutique.
Bâle est également l'une des villes historiques du judaïsme politique. À Bâle s'est ouvert le premier congrès mondial sioniste de l'histoire sous la direction de l'intellectuel et homme politique juif viennois Theodor Herzl. Ce congrès constitue le point de départ de la fondation de l'État moderne d'Israël. Dans l'ensemble, le congrès s'est déroulé à dix reprises dans la ville rhénane jusqu'à la fondation d'Israël en 1948, soit plus que dans toute autre ville du monde.
Le cabinet Mercer la classe régulièrement parmi les dix premières de 221 villes dans le monde pour sa qualité de vie avec Genève et Zurich.

## Géographie

### Situation
La ville de Bâle se situe au nord de la Suisse et elle est communément considérée comme la capitale de la Suisse du Nord-Ouest.
Bâle est à 70 kilomètres au nord de Berne, à 75 kilomètres au nord-ouest de Zurich, à 254 kilomètres au nord-est de Genève, à 269 kilomètres au nord de Lugano, à 115 kilomètres au sud de Strasbourg, à 512 kilomètres au sud-est de Paris, à 69 kilomètres au sud de Fribourg-en-Brisgau et à 327 kilomètres au sud-ouest de Francfort-sur-le-Main. Elle se trouve à la frontière avec le Canton de Bâle-Campagne (communes d'Allschwil, Binningen, Bottmingen, Reinach, Münchenstein, Muttenz et Birsfelden dans le district d'Arlesheim), la France (communes de Saint-Louis et Huningue dans le Haut-Rhin) et avec l'Allemagne (commune de Weil am Rhein dans le district de Lörrach/Bade-Wurtemberg). La ville s'étend sur les deux rives du Rhin qui y forme un coude car il quitte à cet endroit le Moyen Pays pour le fossé rhénan, une plaine qui s'étend vers le nord entre les massifs des Vosges et de la Forêt-Noire.
L'agglomération bâloise s'étend sur plusieurs cantons (Bâle-Ville, Bâle-Campagne, Argovie et Soleure), mais elle est également « tri-nationale » puisqu'elle englobe les villes de Saint-Louis et Huningue, en Alsace française, et de Weil am Rhein et Lörrach dans le Bade-Wurtemberg allemand. L'aire urbaine de Bâle est à ce titre appelée Eurodistrict de Bâle. L'Eurodistrict de Bâle compte 924 700 habitants ; sa zone urbaine élargie comprend 784 000 habitants.
La commune de Bâle s'étend sur 23,91 km2. Lors du relevé de 2013-2018, les surfaces d'habitations et d'infrastructures représentaient 86,7 % de sa superficie, les surfaces agricoles 3,8 %, les surfaces boisées 3,7 % et les surfaces improductives 6,0 %.

### Hydrographie

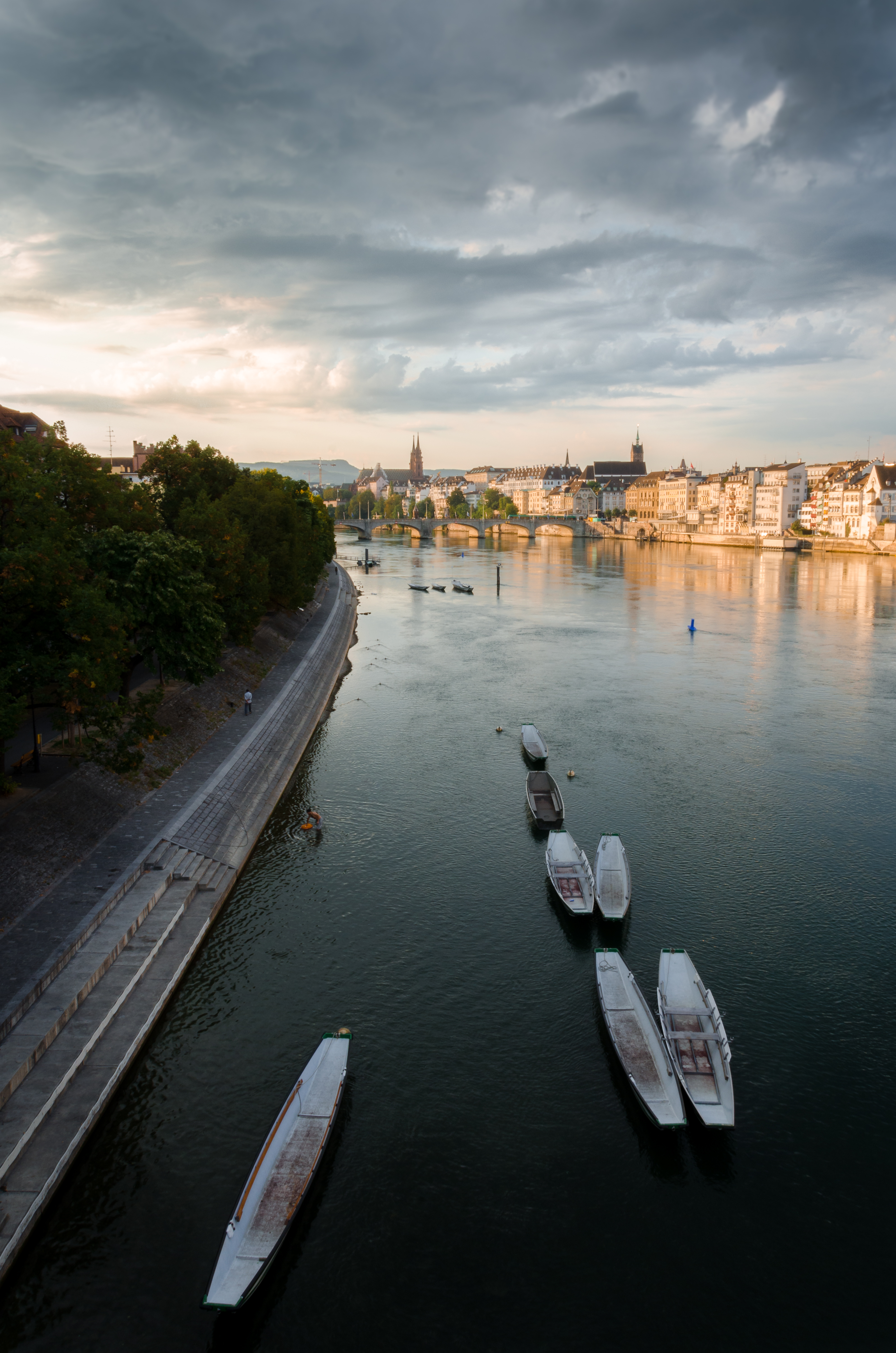
Le Rhin avec la vieille ville à droite.

Le Rhin, qui prend sa source dans les Alpes sur les flancs du massif du Saint-Gothard, traverse la ville de Bâle et poursuit son cours pour se jeter dans la mer du Nord. Eaux internationales, le Rhin est navigable de son embouchure jusqu'à Bâle, ce qui en fait pour la Suisse l'unique voie d'accès à la mer. Le centre historique de la ville se situe sur la rive gauche du fleuve. Le Rhin est rejoint par la Birse et le Saint Albanteich (de) au sud de la ville.
Bâle se trouve sur la limite entre deux parties distinctes de la vallée du Rhin. En effet, la ville est située à l'endroit où le fleuve quitte un environnement montagneux pour la plaine du fossé rhénan, qui s'étale vers le nord jusqu'à Francfort-sur-le-Main. En amont de Bâle, le Rhin est surtout alimenté par l'Aar et il est fortement soumis au cycle de la fonte des neiges. Son niveau est donc à son maximum au début de l'été, et à son minimum en hiver. Des sécheresses hivernales ont souvent été observées à Bâle, avec des niveaux d'eau extrêmement bas, laissant apparaître le lit du fleuve par endroits. Néanmoins, ces sécheresses sont devenues rares au XXe siècle avec l'augmentation des températures et des précipitations hivernales. À l'inverse, le fleuve peut connaître de fortes crues, avec des débits atteignant 5 000 et 6 000 m3/s. Elles sont cependant peu communes et aucun événement sévère n'a eu lieu entre 1877 et 1998 par exemple.
À Bâle se trouve le dernier port du Rhin accessible aux péniches néerlandaises. Quelques dizaines de kilomètres en amont, à Schaffhouse, les chutes du Rhin sont en effet un obstacle majeur à la navigation fluviale.

### Géologie
La ville est située à l'extrémité sud du fossé rhénan qui sépare les Vosges de la Forêt-Noire. À cet endroit, les massifs montagneux environnants (le Jura côté ouest, et la Forêt-Noire côté est) s'affaissent donc peu à peu et forment un ensemble de collines. Bâle est donc une ville au relief prononcé. La cathédrale se trouve par exemple à 277 mètres d'altitude tandis qu'en contrebas, le niveau du Rhin atteint en moyenne 248 mètres. Le Dreiländereck, où le fleuve quitte le territoire suisse, est l'endroit le plus bas de Bâle, avec 244 mètres d'altitude,.
Le sous-sol de Bâle est composé de strates du Mésozoïque recouvertes par des sédiments tertiaires. Ces sédiments ont une épaisseur comprise entre 500 et 1 000 mètres et forment un synclinal irrégulier dont l'axe est parallèle à une faille qui court de Sankt-Jakob, au sud-est du centre-ville, jusqu'au village allemand de Tüllingen, situé à l'est de Weil am Rhein. Les sédiments sont masqués par des graviers du Pléistocène et de l'Holocène apportés par le Rhin et ses affluents comme la Birse. Le Rhin a aussi laissé du lœss en certains endroits.
La ville est directement bordée par le massif du Jura qui se développe de part et d'autre de Bâle selon une orientation sud-ouest - nord-est. Le massif est lui aussi recouvert de graviers, mais en quantité plus faible, ainsi que par de la marne. Cette couche de marne peut atteindre 70 mètres d'épaisseur. Cette roche est exploitée depuis l'époque romaine pour la construction et elle donne un aspect particulier aux bâtiments de la ville.
La faille Sankt-Jakob-Tüllingen qui traverse l'est de la ville est responsable de tremblements de terre réguliers. Le séisme le plus fort enregistré à Bâle a eu lieu en 1356. Il avait atteint entre neuf et dix degrés sur l'échelle macrosismique. Jusqu'au XVIIe siècle, un tremblement de terre d'une intensité d'au moins sept degrés se produisait tous les cent ans en moyenne. Depuis, l'activité tectonique s'est estompée, avec des maximums de six degrés seulement.

### Climat
Le climat de Bâle est semi-continental, codé « Cfb » selon la classification de Köppen : le contraste est plus important entre les hivers généralement froids et secs et les étés souvent chauds et humides (fort ensoleillement mais orages nombreux). Toutefois, le climat bâlois tend à se réchauffer avec des hivers moins rudes et moins longs, des étés de plus en plus chauds (en moyenne) et la ville s'éloigne progressivement du climat semi-continental. L'ensoleillement annuel moyen relevé entre 1991 et 2020 est de 1 687 heures, contre 1 590 heures pour la période 1981-2010.
En été se produisent parfois des orages puissants, ce qui explique que la plus grande quantité des précipitations tombe durant cette période de l'année.
| Mois                                | jan. | fév. | mars | avril | mai  | juin | jui. | août | sep. | oct. | nov. | déc. | année |
| ----------------------------------- | ---- | ---- | ---- | ----- | ---- | ---- | ---- | ---- | ---- | ---- | ---- | ---- | ----- |
| Température minimale moyenne (°C)   | −0,5 | −0,1 | 2,6  | 5,5   | 9,5  | 13,1 | 14,9 | 14,8 | 11   | 7,6  | 3,2  | 0,4  | 6,8   |
| Température moyenne (°C)            | 2,2  | 3,2  | 7    | 10,7  | 14,6 | 18,2 | 20,2 | 19,7 | 15,4 | 11,1 | 6    | 2,9  | 10,9  |
| Température maximale moyenne (°C)   | 5,1  | 7,1  | 11,8 | 16,2  | 20   | 23,7 | 25,8 | 25,3 | 20,7 | 15,4 | 9,2  | 5,7  | 15,5  |
| Ensoleillement (h)                  | 64   | 85   | 135  | 167   | 186  | 212  | 235  | 217  | 160  | 107  | 65   | 54   | 1 687 |
| Précipitations (mm)                 | 48   | 45   | 50   | 64    | 98   | 87   | 89   | 88   | 70   | 74   | 65   | 65   | 842   |
| Nombre de jours avec précipitations | 9,1  | 8,4  | 8,9  | 9,3   | 11,7 | 10,6 | 10,1 | 10,2 | 8,5  | 10,4 | 10   | 11   | 118,2 |

### Transport

#### Ponts
14 ponts franchissent le Rhin et la Birsig. Le plus connu est le Mittlere Brücke, central. Les deux ponts les plus empruntés sont le Dreirosenbrücke, composé de deux routes superposées, et le Schwarzwaldbrücke (de), composé d'une partie autoroutière et d'une partie routière.

### Transport national et international

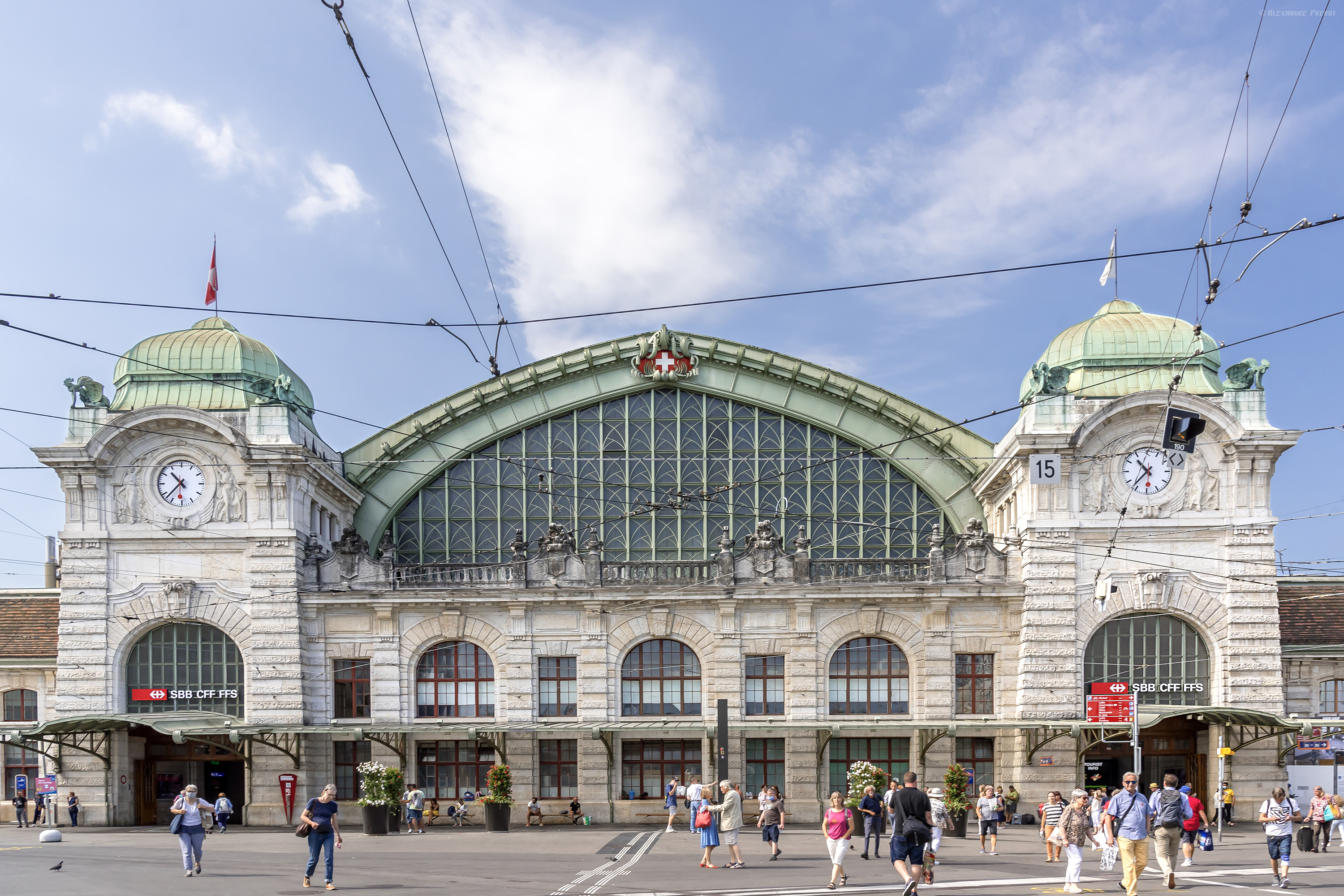
La gare centrale de Bâle (CFF), première gare internationale d'Europe.

Par les airs, Bâle est desservie par l'aéroport international de Bâle-Mulhouse, également connu sous son nom commercial, Euroairport (ou Euro-aéroport). Il a la particularité d'être situé en territoire binational, à la fois suisse et français. La République fédérale d'Allemagne est également représentée au conseil d'administration depuis 1987, mais uniquement à titre consultatif. Il s'agit du 7e aéroport le plus fréquenté de France après Roissy, Orly, Nice-Côte d'Azur, Lyon-Saint-Exupéry, Toulouse-Blagnac et Marseille-Provence. En Suisse, l'aéroport se positionne au 3e rang (avec environ huit millions de passagers en 2018) et sert aussi comme siège principal de la compagnie aérienne nationale suisse, la Swiss International Airlines,.
La ville de Bâle comporte cinq gares ferroviaires, dont trois sont desservies par plusieurs lignes internationales. À l’ouest, la gare de Bâle CFF (en allemand Bahnhof Basel SBB) appartient au réseau SBB/CFF/FFS et est desservie par les TGV et les ICE. La gare de Bâle SNCF (partie française de Bâle CFF) est desservie par les TER Alsace ; toutes les voies de cette gare sauf une sont en impasse et seuls des trains en provenance ou à destination de la France s'y arrêtent. À l’est, la gare badoise de Bâle fait partie du réseau DB et est desservie par les DB Regio (de) et les ICE. Une LGV en construction la reliera bientôt à Karlsruhe. En plus de ces trois grandes gares, la ville dispose de deux autres haltes de chemin de fer desservies par divers trains régionaux : « Bâle St-Jean » en direction de Saint-Louis et Mulhouse et « Bâle-Dreispitz » en direction de Delémont et Porrentruy. De plus, la gare de Bâle-Saint-Jacques n'est ouverte qu'en cas de match au parc Saint-Jacques.

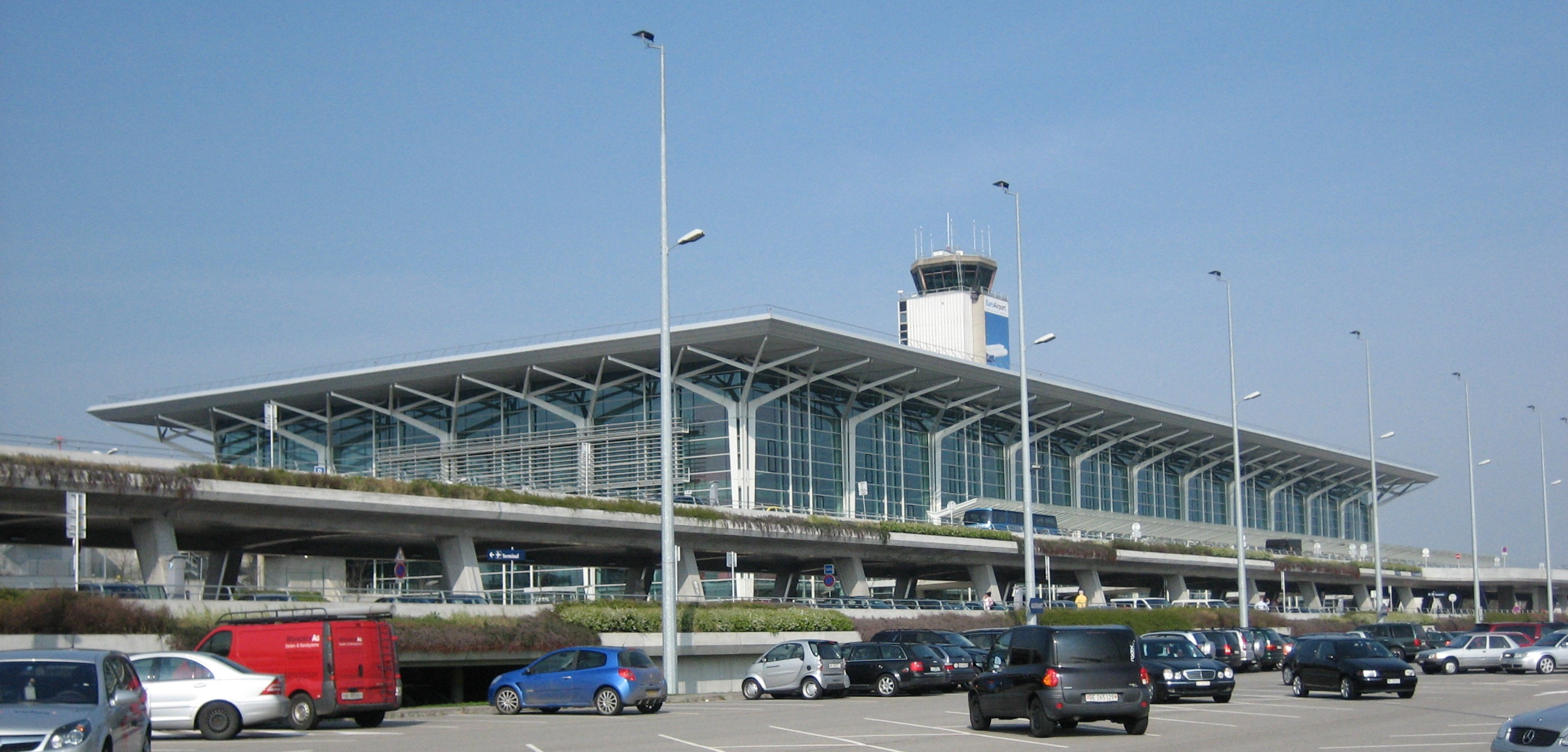
L'aéroport international de Bâle-Mulhouse, également appelé « Euroairport » ou « Euro-aéroport ».

Bâle et ses environs internationaux sont aussi un important nœud autoroutier.
- Côté suisse : l'A3 en direction de Zurich et Coire, l'A2 en direction de Lucerne, Chiasso et Milan. Cette autoroute dispose au sud de Bâle d'une jonction de type autoroutier sur la route cantonale 1 (route principale 18) en direction de Delémont.
- Côté allemand : l'A5 en direction de Fribourg-en-Brisgau et Francfort. Cette autoroute allemande dispose au nord de Bâle d'une jonction autoroutière sur l'A98 en direction de Rheinfelden (Baden) en Allemagne et de Rheinfelden (Argovie) en Suisse et qui rejoint ensuite l'A3 mentionnée plus haut. Ce dernier et court tronçon correspond donc indirectement à un contournement autoroutier est de la ville de Bâle via l'Allemagne.
- Côté français : l'A35 en direction de Mulhouse, Colmar et Strasbourg.

La création d'une autoroute souterraine (tangente nord) de 3,5 km permet de relier le réseau autoroutier français au réseau suisse, déjà relié au réseau autoroutier allemand. Cette autoroute souterraine, ouverte depuis juin 2007, relie les quartiers de Provolta et d'Erlenmatt, restructurés par reconversion des friches industrielles. La traversée du Rhin s'effectue grâce au premier pont à deux étages de Suisse, le pont des Trois Roses.
Le port de Bâle, unique port marchand du pays, est un port fluvial à grand gabarit communiquant par le Rhin avec l'Allemagne, la France et les Pays-Bas. Il représente indirectement l'unique accès de la Suisse à la mer pour le transport de marchandises, ce qui fait de Bâle la « porte d'or de la Suisse ».
La gare CFF de Bâle est également le lieu de départ de trois routes cyclistes nationales : la Route du Rhin qui mène à Andermatt, la Route Nord-Sud qui conduit à Chiasso et enfin la Route du Jura qui mène à Nyon.

#### Transport local et régional

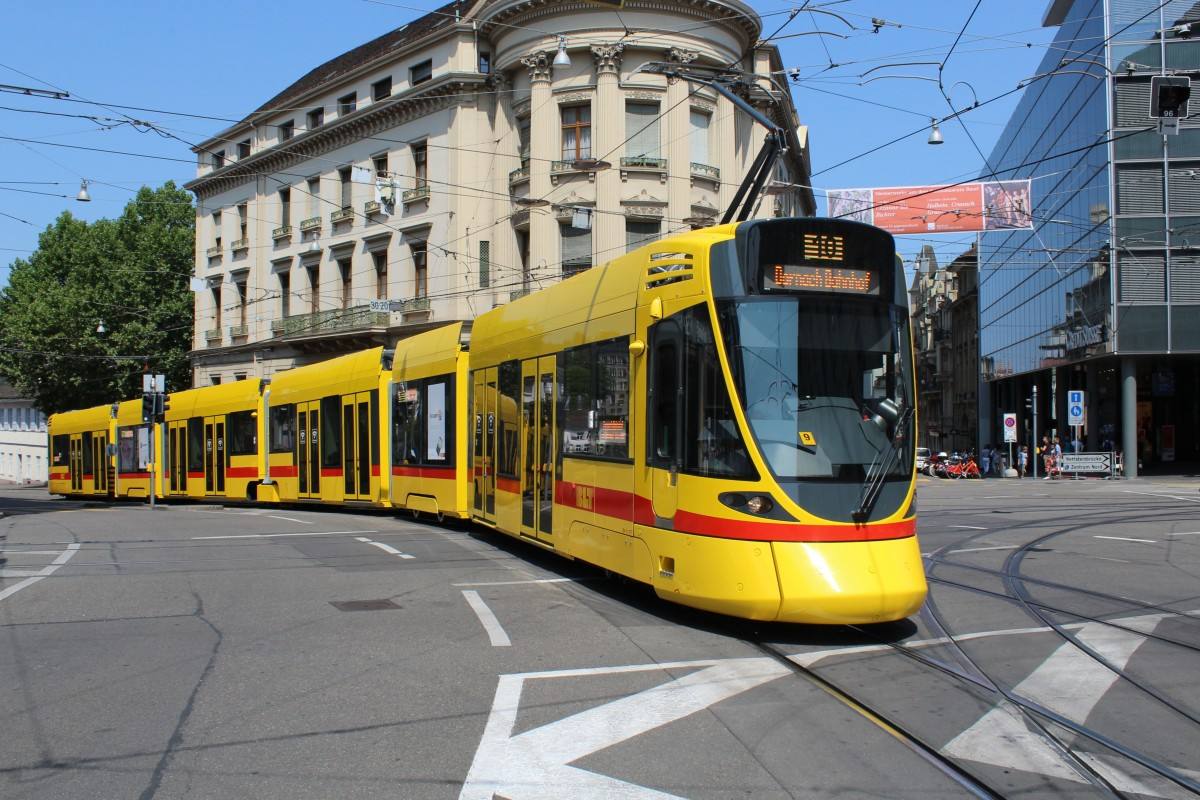
Tramway de Bâle.

La cité rhénane dispose d'un dense réseau de tramways urbains et suburbains. Les premiers, de couleur verte, sont exploités par la compagnie BVB (Basler Verkehrsbetriebe : transports publics bâlois) ; les seconds, jaunes à bande rouge, appartiennent aux BLT (Baselland-Transport : transport de Bâle-Campagne, l'autre demi-canton, avec celui de Bâle-Ville).
De nos jours, les 8 lignes urbaines des BVB totalisent 65,9 km et les véhicules circulent sur 46,58 km de voies et les 4 lignes suburbaines des BLT totalisent 51,8 km.
Pendant le Fasnacht, le célèbre carnaval de Bâle, lorsque le centre-ville est complètement bloqué par les festivités, les BVB mettent alors en service des lignes spéciales avec des itinéraires détournés et portant des numéros en vingtaine (21, 24…).
À partir de 1907, la campagne bâloise est sillonnée de lignes de tramways vicinaux. Fait rare dans l'histoire des transports ferroviaires, toutes ces lignes sont encore en service. Les quatre compagnies ont fusionné au 1er janvier 1974 pour devenir les transports de Bâle-Campagne. Les agglomérations de Bâle et de Pratteln se sont tellement étendues qu'elles finirent par se rencontrer. Par ce fait l'exploitation de la ligne de Pratteln, entièrement en site urbain, a été cédée aux BVB.
Les quatre lignes des BLT (lignes 10, 11, E11 et 17) traversent également la ville en empruntant les voies des BVB et sont aussi par ce fait des tramways urbains.
La ligne 10 des BLT dessert le village français de Leymen. La gare elle-même est en territoire français et, lorsque l'on quitte la station d'Ettingen, on peut apercevoir un panneau annonçant que l'on sort du territoire fédéral. Ainsi on roule pour quelques minutes sur sol français. Le terminus, Rodersdorf, est de nouveau en territoire suisse.

#### Transports doux
L'EuroVelo 6 ou EV6, également connue sous le nom d'« Eurovéloroute des Fleuves », est une véloroute de type EuroVelo qui traverse Bâle en reliant Saint-Nazaire à Constanța. C'est la plus célèbre véloroutes européennes, longue de 3 653 km, elle traverse l'Europe d'Ouest en Est, de l'océan Atlantique à la mer Noire en passant par dix pays. Elle suit l'itinéraire de trois des plus grands fleuves européens : la Loire, le Rhin et le Danube.

## Urbanisme

### Morphologie urbaine

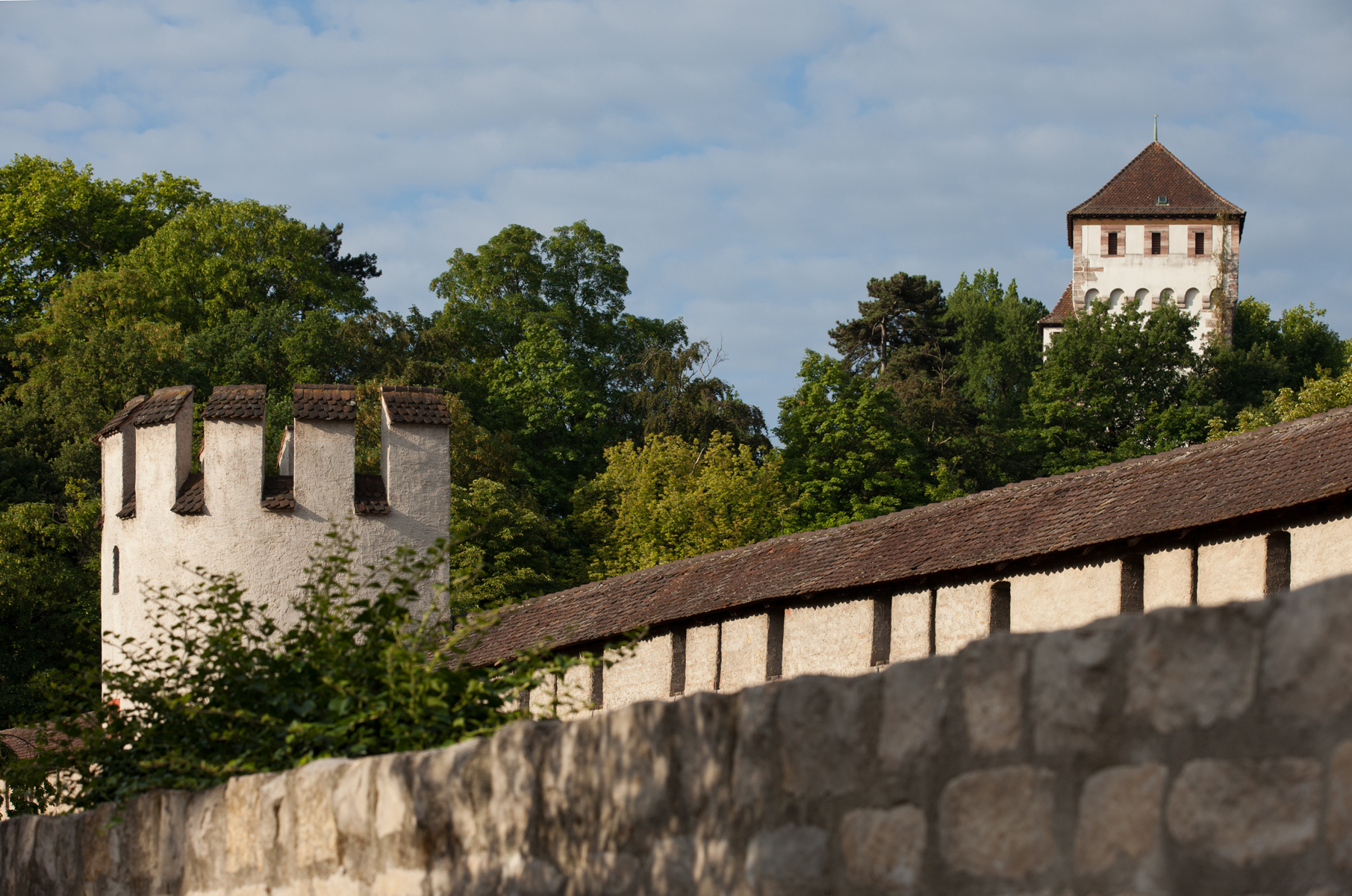
Une portion conservée des remparts qui ont entouré la ville jusqu'en 1859.

Bâle a conservé une apparence médiévale pendant longtemps puisque ses remparts n'ont été détruits qu'en 1859. Ensuite, elle s'est largement développée pendant un essor industriel tardif qui n'a commencé qu'en 1880. Le centre ancien, plutôt étendu, comprend les principales artères commerçantes, un grand nombre de maisons à pans de bois typiques ainsi que des hôtels particuliers du XIXe siècle. Les quartiers au sud et à l'est sont résidentiels avec des maisons individuelles et des espaces verts tandis que l'ouest est surtout constitué de barres d'immeubles et de zones industrielles. L'industrie se concentre aussi au nord de la ville, au contact de l'Allemagne et de la France.
Les quartiers les plus recherchés sont les rives du Rhin et les quartiers périphériques de Sankt Alban, Wettstein, Gellert et Bachletten. Les zones pavillonnaires situées sur les hauteurs de la ville, notamment Bruderholz, et les communes limitrophes de Riehen et Binningen sont également attractives.
La ville a ainsi largement dépassé les limites du canton de Bâle-Ville, le plus petit du pays, avec seulement 37 km2. L'aire urbaine s'est d'abord étalée dans le canton de Bâle-Campagne, puis en Argovie et dans le canton de Soleure en polarisant de nombreux villages.

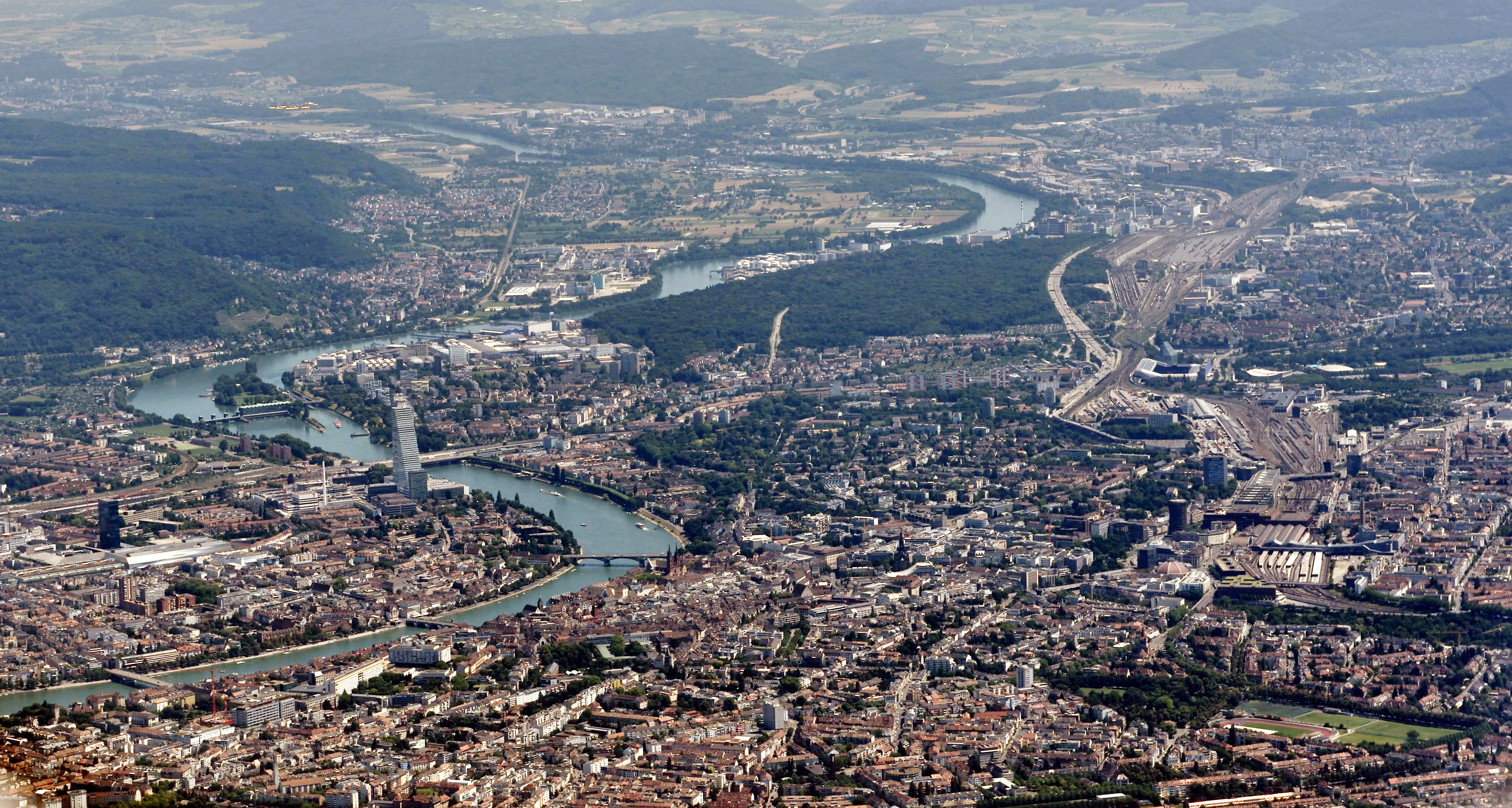
Photographie aérienne de la région de Bâle.

L'agglomération manque aussi de cohérence à cause de sa situation à cheval sur trois pays. Chaque État a une vision différente de l'urbanisme et fait appliquer des structures administratives qui n'ont pas toujours d'équivalent de l'autre côté de la frontière. La mobilité pendulaire transfrontalières est très importante avec 30 000 frontaliers français et 15 000 frontaliers allemands allant travailler à Bâle chaque jour.
Avec l'augmentation du pouvoir d'attraction de Bâle, notamment avec son aéroport, la ville envisage de continuer à se développer. Un quartier doit notamment voir le jour sur les bords du Rhin, un quartier d'affaires déjà baptisé Rheinhattan, à l'image de Mainhattan à Francfort (Francfort-sur-le-Main), faisant référence à l'île de Manhattan à New York.

### Quartiers

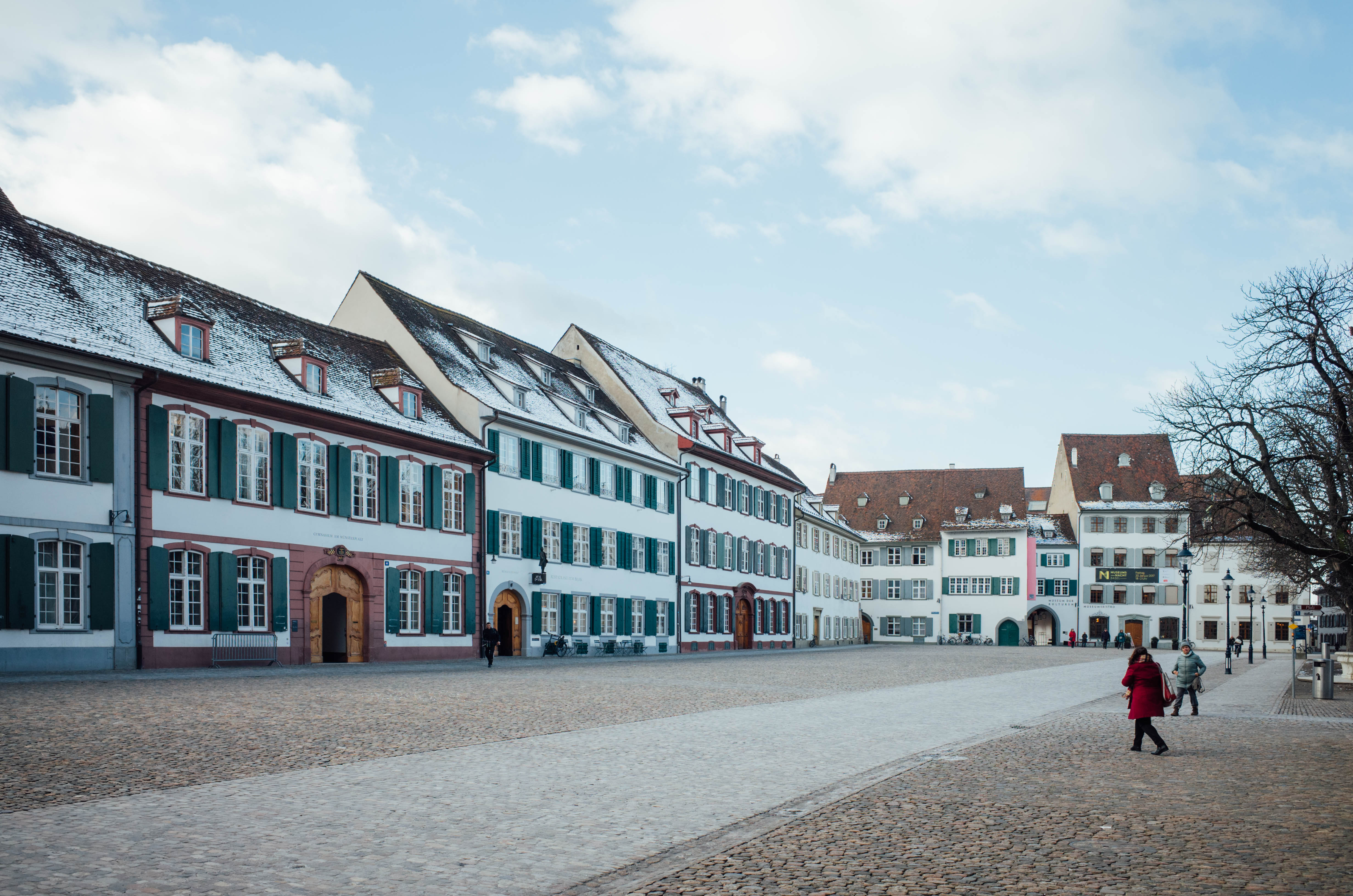
Le Münsterplatz, Grand-Bâle.

Le Musée Tinguely, Petit-Bâle.

La ville de Bâle est divisée en 19 quartiers, répartis sur les deux rives du Rhin :
- le Grand-Bâle (de), Grossbasel, est sur la rive gauche ;
- le Petit-Bâle (de), Kleinbasel, est sur la rive droite.

| Quartiers du Grand-Bâle  | ha     |  | Quartiers du Petit-Bâle                 | ha     |  |  |
| ------------------------ | ------ |  | --------------------------------------- | ------ |  |  |
| Altstadt Grossbasel (de) | 37,63  |  | Kleinbasel Altstadt (de)                | 24,21  |  |  |
| Vorstädte (de)           | 89,66  |  | Clara (de)                              | 23,66  |  |  |
| Am Ring (de)             | 90,98  |  | Wettstein (de)                          | 75,44  |  |  |
| Breite (de)              | 68,39  |  | Hirzbrunnen (de)                        | 305,32 |  |  |
| St. Alban (de)           | 294,46 |  | Rosental (de)                           | 64,33  |  |  |
| Gundeldingen (de)        | 123,19 |  | Matthäus (de)                           | 59,14  |  |  |
| Bruderholz (de)          | 259,61 |  | Klybeck (de)                            | 91,19  |  |  |
| Bachletten (de)          | 151,39 |  | Kleinhüningen (de) (incorporée en 1893) | 136,11 |  |  |
| Gotthelf (de)            | 46,62  |  |                                         |        |  |  |
| Iselin (de)              | 109,82 |  |                                         |        |  |  |
| St. Johann (de)          | 223,90 |  |                                         |        |  |  |

La ville compte également un certain nombre de lieux-dits répartis sur plusieurs quartiers, tels que Neubad qui fait partie des quartiers Bachletten et Gotthelf, Kannenfeld qui fait partie du quartier St. Johann, Lehenmatt qui fait partie du quartier Breite ou encore Gellert, Dreispitz et St. Jakob qui font partie du quartier St. Alban.

## Histoire

### Étymologie
L'origine du nom de Bâle/Basel est incertaine. Plusieurs hypothèses fantaisistes ont été émises, comme une déformation du latin passus, parce que les Romains auraient établi un passage sur le Rhin à l'emplacement de la ville actuelle, ou bien le fait qu'on y aurait découvert un basilic enterré lors de sa fondation. Selon une autre hypothèse souvent émise, le nom de Bâle aurait été donné par l'empereur romain Julien, de passage dans la région vers 357, en souvenir de sa mère, Basilica. L'explication la plus probable voudrait que Basilea, le nom par lequel la ville est mentionnée pour la première fois en 374, signifie « la royale », en hommage à Valentinien, qui visite la région la même année. L'usage d'un terme grec, basileios, au lieu de l'équivalent latin rex reste toutefois mystérieux. On peut néanmoins supposer que la langue grecque étant plus utilisée que le latin dans l'Empire au IVe siècle et la dynastie Valentinienne régnant à Constantinople, c'est par une sorte d'hommage que le grec a été utilisé.

### Des origines auXIIesiècle
Il y a plus de 2 000 ans, les Celtes occupaient déjà ce territoire où vinrent s'installer successivement plusieurs peuplades, dont les Rauraques. Cependant, c'est l'Empire romain qui donne à Bâle ses plus beaux vestiges.
À l'origine, un avant-poste défensif était installé sur la colline où s'élève aujourd'hui la cathédrale. En 44 av. J.-C., Lucius Munatius Plancus fonde une colonie romaine, Colonia Raurica, rebaptisée plus tard Augusta Raurica, située à Augst, à une dizaine de kilomètres de Bâle. Ce lieu est actuellement un site touristique très fréquenté. Ce n'est qu'après sa destruction par les Alamans, au IVe siècle, que Bâle commence à prendre de l'importance.
Le nom de Basilea est mentionné pour la première fois à l'occasion de la visite de l'empereur Valentinien Ier, en 374. À cette époque, la ville est considérablement réduite en taille : la superficie enclose par la muraille romaine du Bas-Empire n’est que de 5 ha. Il édifie lors de la campagne de fortification du limes rhénan une forteresse (munimentum) près de Bâle-Waisenhaus.
Dans le monde chrétien, Bâle est, vers 740 au temps des Carolingiens, le siège administratif de l'évêché de Bâle et le reste jusqu'à la Réforme au XVIe siècle. Pendant plusieurs siècles, Bâle est gouvernée par des évêques qui devinrent, sous le règne de l'empereur Henri II, des princes d'Empire.
En 917, la ville est ravagée par les Magyars, mais rapidement reconstruite.
De 1006 à 1648, Bâle fait partie du Saint-Empire romain germanique. Henri II préside à la consécration de la cathédrale en 1019, et l'évêque Burkhard von Hasenburg fait construire le deuxième mur d'enceinte de la ville en 1080. Vers 1200, un troisième mur comprenant cinq grandes portes est érigé.

### DuXIIIesiècleauXIVesiècle

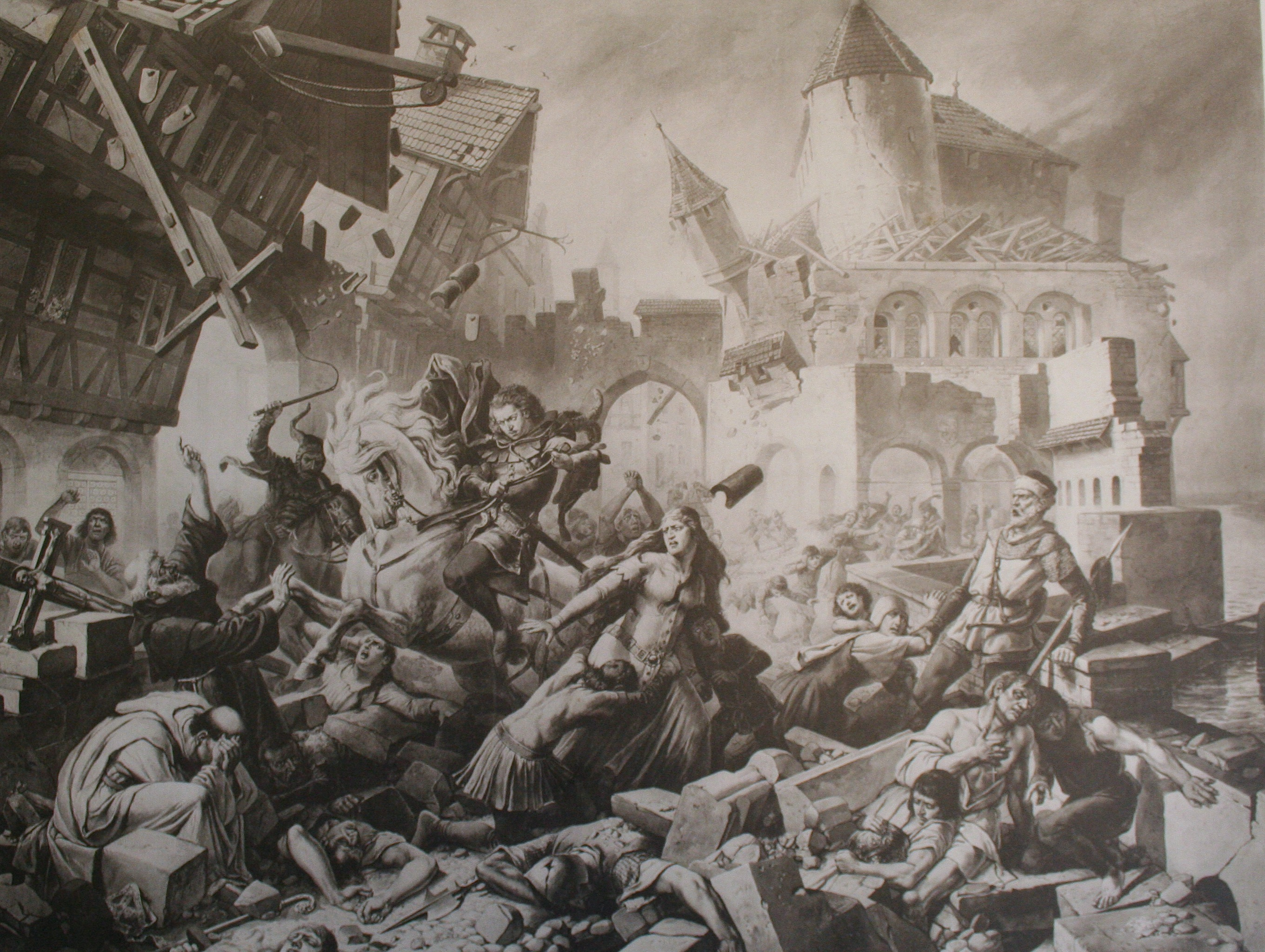
Le tremblement de terre qui a eu lieu en 1356.

En 1225, le prince-évêque de la ville Heinrich von Thun (de) entreprend de faire construire un pont fixe sur le Rhin. Durant 600 ans, c'est un des rares ponts entre Bâle et la mer qui permet de traverser le fleuve à pied sec, sans transbordement de marchandises. Il contribua à l'essor économique de la ville. Grâce à un négoce florissant, Bâle est au temps de sa splendeur, mais deux catastrophes interrompent cette évolution prometteuse. En 1348, une épidémie de peste emporte plus de la moitié des habitants. Dans ce contexte a lieu le Pogrom de Bâle, les Juifs subissent la fausse accusation d'empoisonnement des puits et 600 Juifs sont enchaînés à l'intérieur d'une grange en bois sur une île dans le Rhin puis brûlés vifs.
Le 18 octobre 1356, un tremblement de terre réduit en cendres et en ruines la ville et plus de soixante châteaux dans les environs.
L'année 1392 voit le gouvernement de la ville passer aux mains de la bourgeoisie. Celle-ci, plus aisée, peut acquérir le Petit-Bâle situé de l'autre côté du Rhin, ainsi qu'une partie des terres environnantes appelées Bâle-Campagne. À la même époque, en 1397, les Juifs sont chassés de la ville et ce, quatre siècles durant.

### XVesiècle
En 1417, un nouvel incendie détruit de nombreux bâtiments datant du Moyen Âge, mais Bâle connaît ensuite, de 1430 à 1530, une autre période de prospérité, l'âge d'or de l'Art rhénan.
Le grand concile de Bâle (1431-1448) donne un puissant élan à la ville. L'assemblée des évêques ose s'opposer à Rome et proclame sa supériorité sur le pape. Vingt-cinq sessions ont été tenues et ont grandement contribué à la prospérité de la cité qui hébergea non seulement des dignitaires ecclésiastiques, mais également un grand nombre de nobles et même l'empereur germanique Sigismond Ier. En 1439, sur le parvis de la cathédrale, le très pieux Duc Amédée VIII de Savoie est couronné pape sous le nom de Félix V, devant une foule enthousiaste de 50 000 personnes. En fait, il fut l'un des nombreux antipapes de cette époque, c'est-à-dire qu'il n'a jamais été reconnu comme pape par la chrétienté entière et il se retira en 1449.
Cependant, ce ne fut pas une période de paix puisque le 26 août 1444, la bataille de la Birse voit la défaite des Confédérés face aux troupes françaises et autrichiennes. Plus tard, lors de la guerre de Souabe, des combats eurent lieu le 22 mars 1499 sur la colline du Bruderholz et le 22 juillet marqua la date d'une défaite à Dornach. L'issue de cette guerre vit néanmoins la victoire finale des Confédérés et l'indépendance de fait de la Confédération suisse.
S'ouvrit également pour la ville la grande époque de l'humanisme et de l'imprimerie. En 1440, au Riehentor dans le Petit-Bâle, est mis en service par Heinrich Halbysen (de) (mort en 1451, victime de la peste) le premier moulin à papier, baptisé Allenwinden. Le moulin actuel, sis St-Alban-Tal 37, devenu papeterie en 1453 grâce aux frères Gallician, connut de nombreuses transformations et acquit le titre de musée suisse du Papier en 1985. En 1460, c'est au nom de Pie II, soucieux de la défense spirituelle de l'Occident, qu'est attachée la fondation de l'université de Bâle, la plus ancienne de Suisse et l'une des rares en Europe à avoir été érigée et financée par les citoyens de la ville. Son renom attira les humanistes, parmi lesquels Érasme de Rotterdam. En 1463, Berthold Ruppel, un collaborateur de Gutenberg, introduit l'art de l'imprimerie à Bâle, et en 1491 Johann Fust imprime la Bible latine.
L'essor culturel mais aussi économique de la ville est tel qu'en 1471 l'empereur germanique Frédéric III permet aux Bâlois de tenir chaque année deux foires commerciales, la Foire d'automne et la Foire de printemps, toutes deux encore très actives de nos jours.

### XVIesiècle

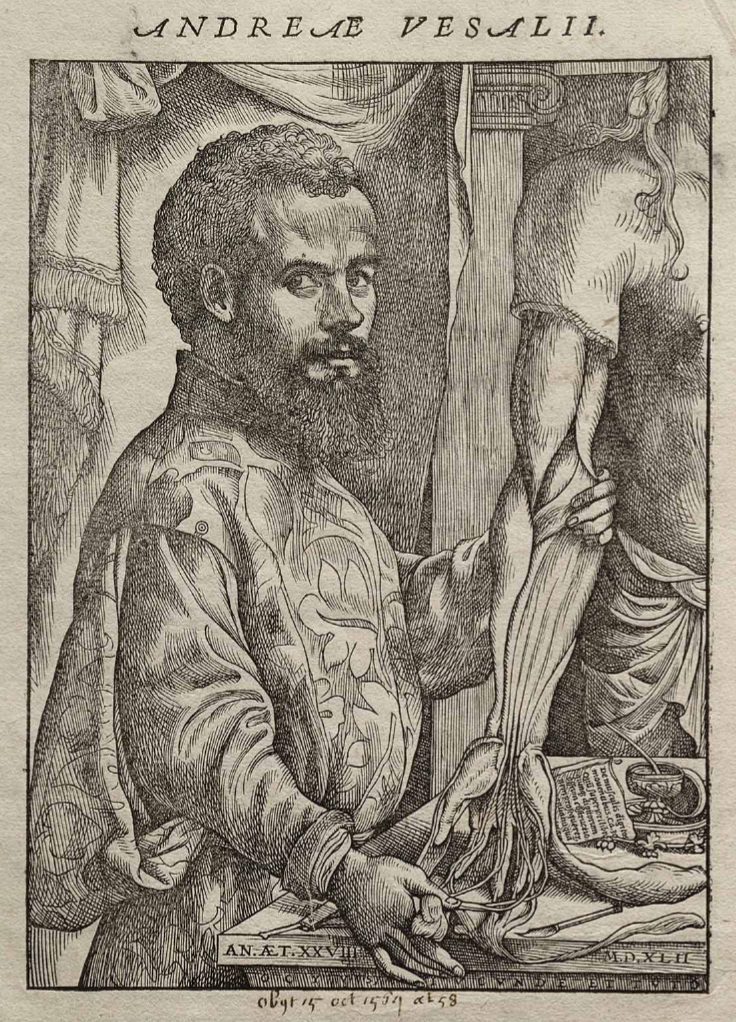
Le portrait d’André Vésale, auteur du livre De humani corporis fabrica.

Le 13 juillet 1501 représente une date historique puisque Bâle décide d'entrer dans l'alliance des Confédérés, en raison de sa situation limitrophe très exposée. Les délégués suisses sont accueillis par la formule : Soyez les bienvenus à Bâle, sur territoire suisse. Contre l'engagement de neutralité en cas de conflit contre les Confédérés, Bâle reçoit une place à part parmi les autres cantons. La ville peut ainsi jouir pendant des siècles d'une tangible évolution. En 1504 commence la construction de l'hôtel de ville (Rathaus), sis sur la place du Marché (Marktplatz), au centre-ville, et siège actuel du gouvernement de Bâle-Ville.
La situation politique évolue. Le 12 mars 1521, les statuts du Conseil sont révisés. L'évêque est écarté de la nomination des autorités urbaines. C'est ainsi la fin de son pouvoir temporel dans la cité. Le dernier évêque de Bâle fut Christoph von Utenheim (de) qui, en 1585, contre le paiement de 200 000 florins, renonça à l'ensemble de ses droits sur la ville.
Pendant la même période, le prédicateur Œcolampade devient en 1515 l'organisateur de l'Église selon les principes de la Réforme et André Vésale (1514-1564) — le fondateur de l'étude scientifique de l'anatomie humaine — fait imprimer, à Bâle en 1543, son chef-d'œuvre De humani corporis fabrica.
En 1566, un document exceptionnel évoque un spectacle céleste qui a beaucoup frappé les contemporains.

### DuXVIIesiècleauXIXesiècle

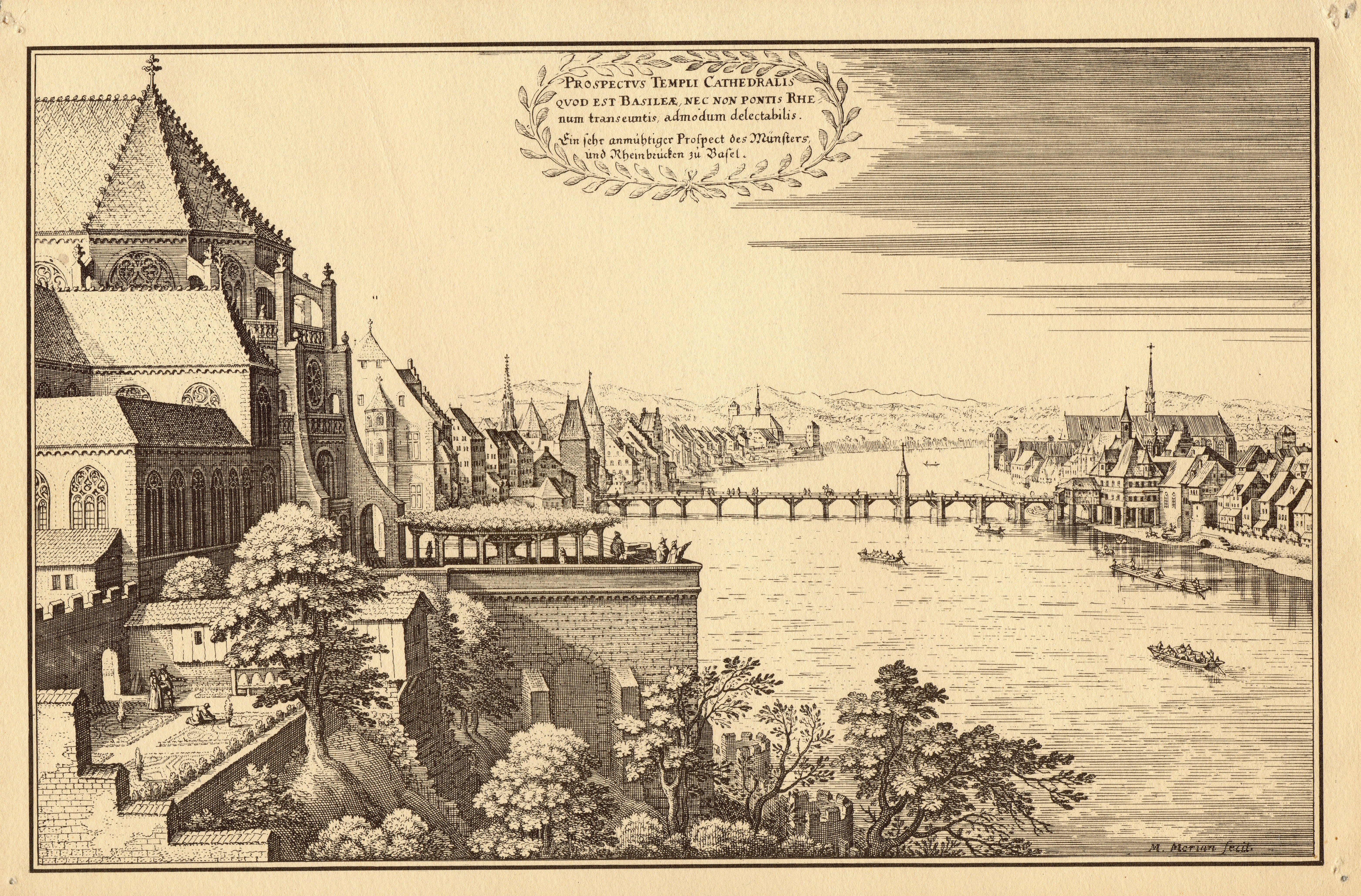
Gravure de Bâle vers 1648 (« Topographia Helvetiae, Rhaetiae et Valesiae »).

De 1618 à 1648, la guerre de Trente Ans secoue toute l'Europe. 
En 1648, le bourgmestre de Bâle, Johann Rudolf Wettstein, obtient, à l'occasion de la signature du traité de Westphalie, la reconnaissance juridique de l'indépendance de la Confédération suisse envers le Saint-Empire romain germanique, indépendance qui existait déjà de fait depuis environ 150 ans (guerre contre les Souabes en 1499).
Bâle ouvre ses portes aux huguenots persécutés qui s'organisent dans l’Église française réformée de Bâle. Ils apportent un savoir-faire et la ville voit de nouvelles industries s'implanter sur son sol. Dès 1670, la percée de l'industrie de la soie — et du ruban de soie en particulier — entraîne le développement d'entreprises connexes telles que la filature, le tissage du velours et de la soie, la passementerie, la teinturerie et constitue une source de prospérité pour le commerce, les transports, les banques, les assurances. En 1758, Johann Rudolf Geigy-Gemuseus (1733-1793) fonde la maison de commerce Joh. Rudolf Geigy pour l'importation et la vente de denrées coloniales (épices, produits médicaux et colorants naturels). S'y ajoutera vers 1830 la production de quelques colorants naturels. Mais l'industrie chimique bâloise ne verra vraiment le jour que dans la deuxième moitié du XIXe siècle. À côté de l'industrie, la culture n'est pas oubliée puisqu'en 1777 Isaak Iselin crée la fondation pour la Promotion du bien et des valeurs d'intérêt général, ancêtre de la grande bibliothèque publique générale actuelle.
Les idées véhiculées par le siècle des Lumières — aboutissant à la Révolution française de 1789 — eurent un grand retentissement dans toute l'Europe, et bien entendu en Suisse et à Bâle. Peter Ochs (1752-1821), né à Nantes en France, mais élevé en Allemagne, arriva à Bâle, patrie de son père, en 1769. Homme politique, grand admirateur de la Révolution française, il prépara la constitution de la République helvétique, donnant naissance à un État unitaire. C’est dans sa maison, le Holsteinerhof, que fut signée en 1795 la paix de Bâle, mettant provisoirement fin aux hostilités entre la France, l’Espagne et la Prusse.
Le 24 novembre 1797, le général Bonaparte — alors âgé de 28 ans — séjourne à Bâle à l’hôtel des Trois Rois. Il vient d’Italie et se rend au congrès de Rastatt. Il profite de ce passage dans la ville pour rencontrer son grand-oncle Werner Fesch et ses cousins Fesch de Bâle, famille de son oncle, le futur cardinal Fesch.

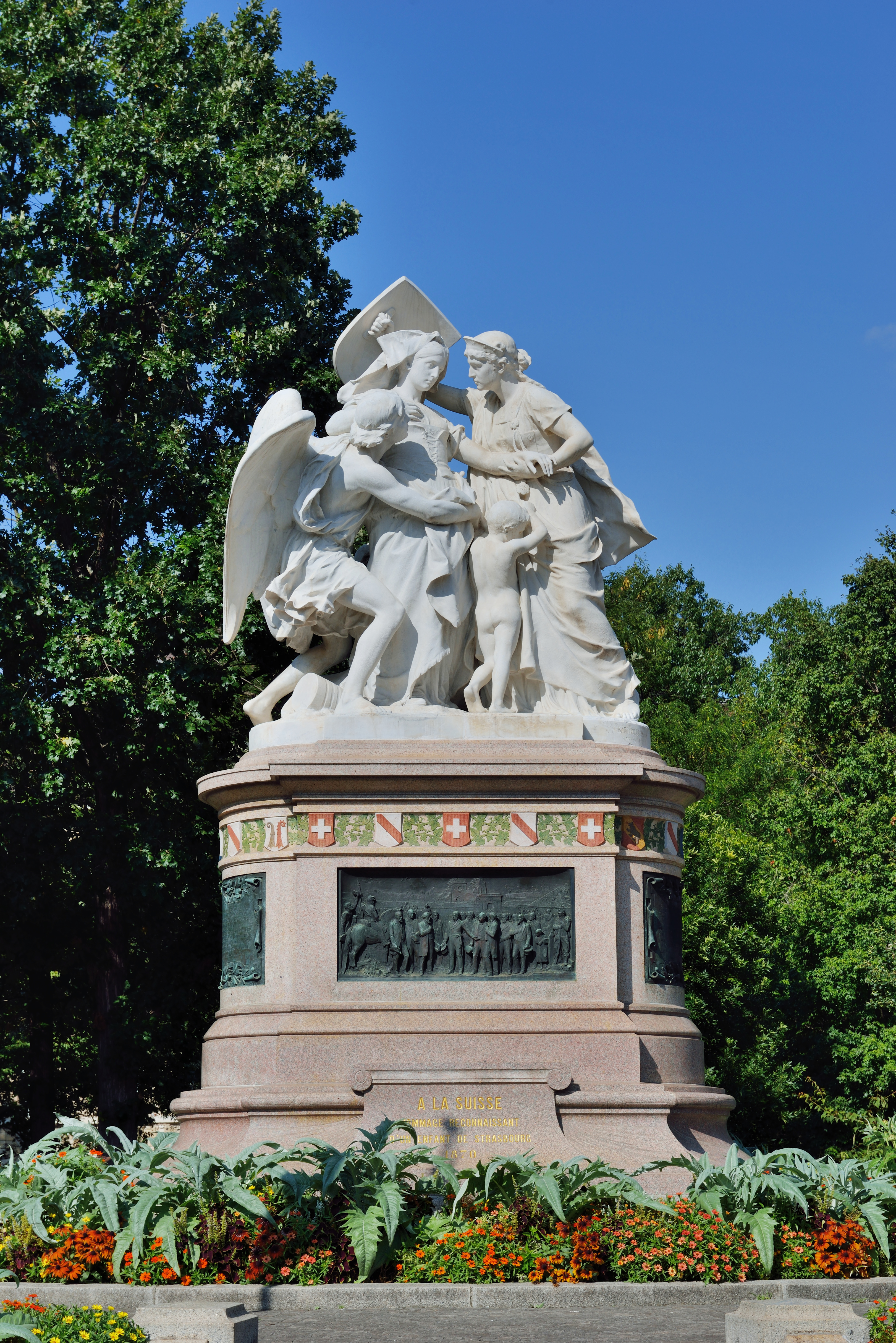
Le « monument de Strasbourg » ou « La Suisse secourant Strasbourg » (1895) par Auguste Bartholdi à Bâle.

Le 12 août 1798, la République helvétique « une et indivisible » est proclamée par le Bâlois Peter Ochs qui négocia l'alliance avec la France de Bonaparte.
Le XIXe siècle est agité par une période de guerres et de bouleversements politiques. Au centre de l'Europe, Bâle se retrouve confrontée aux événements extérieurs et aux dissensions intérieures. Ainsi, en 1813, 80 000 soldats autrichiens, prussiens et russes venant d'Allemagne traversant le pont Mittlere Rheinbrücke et se dirigent vers la France pour combattre l'armée de Napoléon. En 1814, le roi de Prusse Frédéric-Guillaume III, l'empereur d'Autriche François Ier et le tsar Alexandre Ier se rencontrent dans la Maison bleue de la Martinsgasse pour s'entretenir de l'avenir de l'Europe. En 1870, la guerre éclate entre la France et la Prusse. Le Général Hans Herzog assure le commandement de l'armée suisse et les frontières sont surveillées.
Sur le plan intérieur, les événements se succèdent. En 1815 est signé le pacte des 22 cantons attribuant les terres de l'évêché à Berne. Neuf communes cependant deviennent bâloises. En 1833, les conflits permanents entre Bâle-Ville et Bâle-Campagne et l'incompréhension réciproque conduisent, le 23 août, à la création des deux demi-cantons de Bâle-Ville et Bâle-Campagne.

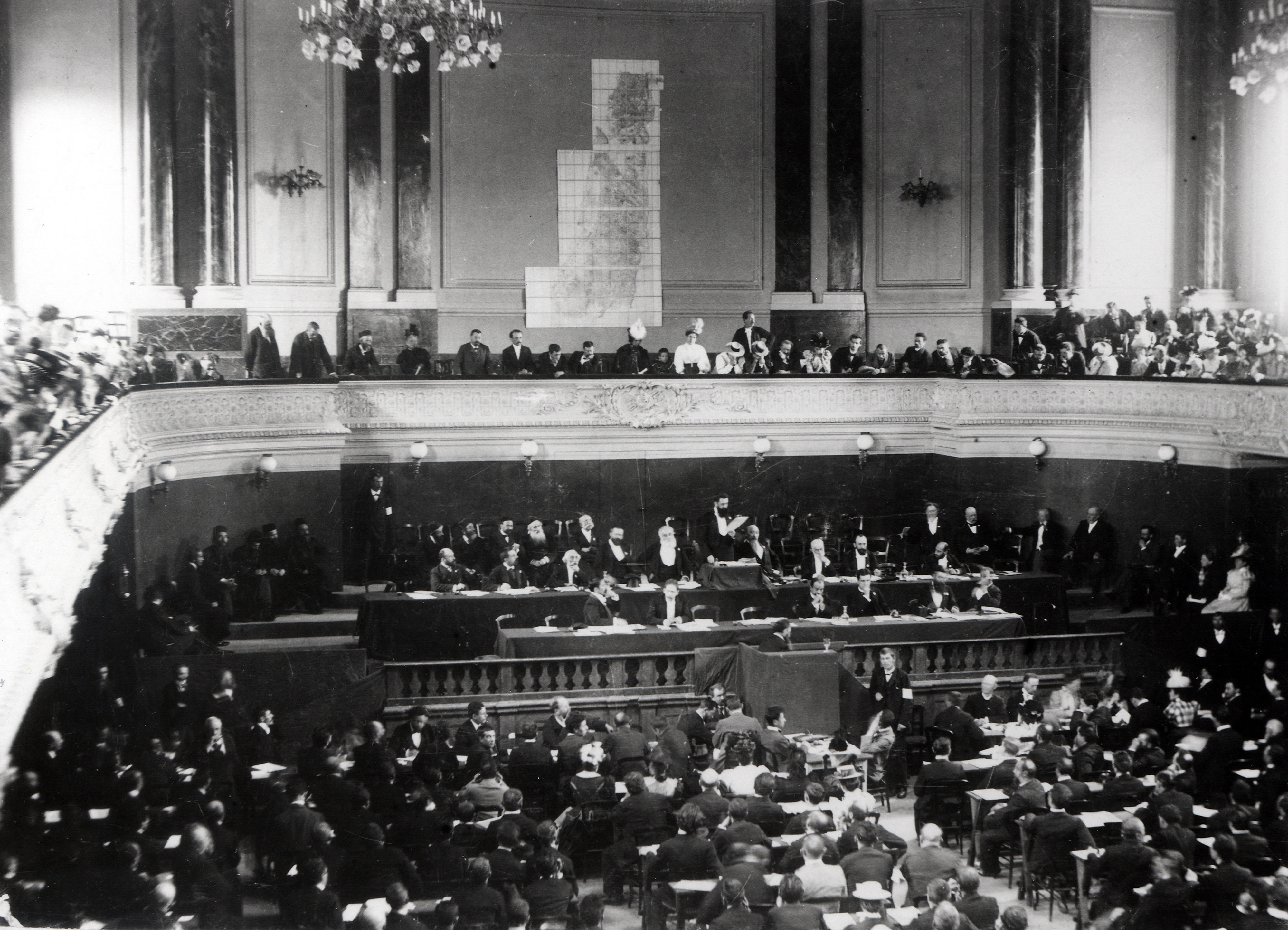
Premier congrès sioniste à Bâle en 1897.

Vue aérienne par Walter Mittelholzer (1933).

Au cours de ces années, la vie de la ville fut également marquée par des événements économiques ou exceptionnels. Ainsi, Bâle est la première ville suisse à posséder une ligne de chemin de fer. En 1844, est construite la première gare bâloise située dans le quartier Saint-Jean. Elle permettait de relier Strasbourg par Saint-Louis et Mulhouse en quatre heures et vingt minutes. La gare côté allemand Badischer Bahnhof sera achevée en 1858. En 1859 est proclamé le décret relatif au démantèlement des fortifications de la ville. Bâle s'ouvre à l'extérieur et crée de nouveaux quartiers. L'industrie chimique naissante en profitera grandement. La ville ouvre en 1864 la deuxième bourse des valeurs de Suisse, 14 ans après Genève et 20 ans avant Zurich.
Durant la guerre franco-prussienne de 1870, Bâle aida les populations alsaciennes réfugiées. Le monument de Strasbourg (de) (Strassburger Denkmal), érigé dans le petit parc Sainte-Élisabeth (Elisabethenanlage), commémore ces événements. Enfin, du 29 au 31 août 1897, Bâle accueille le Premier congrès sioniste présidé par Theodor Herzl. Il s'en tiendra neuf autres jusqu'en 1946 qui aboutiront à la création de l'État d'Israël en 1948. C'est d'après la ville de Bâle que Theodor Herzl nomma son « Basler Programm » en 1897, où les points clés pour la création d'un État juif ont été établis.

### XXesiècle
La première moitié du XXe siècle fut marquée par les deux guerres mondiales qui ravagèrent nombre de pays. Malgré sa neutralité, la Suisse fut touchée par la mobilisation, les restrictions et l’accueil des réfugiés. De 1914 à 1918, le commandement de l’armée suisse fut confié au général Ulrich Wille. Durant la Seconde Guerre mondiale, de 1939 à 1945, le général Henri Guisan assume ce rôle. Pendant ces deux guerres, la ville de Bâle, particulièrement exposée — et même une fois bombardée — eut à cœur d’aider ses voisins alsaciens et d’accueillir ceux qui recherchaient un asile.
Jusqu'à la fin de la Seconde Guerre mondiale, certains événements importants s'y déroulent. En 1912 Jean Jaurès fait un discours dans la cathédrale de Bâle à l’occasion du Congrès de l’Internationale socialiste qui se propose d’empêcher l’éclatement d’une guerre généralisée. En 1918-1919 une grève générale des ouvriers perturbe le pays du 11 au 14 novembre 1918 et se ravive à Bâle du 31 juillet au 9 août 1919. De 1929 à 1936, la Suisse, comme de nombreux pays, est touchée par la crise économique mondiale.
Sur le plan politique, des changements interviennent. Ainsi, en 1958, la bourgeoisie de Bâle et la commune de Riehen sont les premières, en Suisse alémanique, à reconnaître le droit de vote aux femmes. Mais ce n’est qu’en 1966 que les Bâloises bénéficieront du droit de vote cantonal. En 1969, et une deuxième fois en 2014, le canton de Bâle-Ville tente de relancer la réunification avec le canton de Bâle-Campagne. Mais les votes, positifs pour Bâle-Ville, sont repoussés par Bâle-Campagne. En 1991, Bâle participe au 700e anniversaire de la Confédération à travers diverses manifestations telles que discours, plantations d’arbres, ventes d’objets de collection, spectacles et feux d’artifice. Lors du référendum de 1992 sur l’Europe, Bâle-Ville est l’un des rares cantons alémaniques à voter « oui » au projet d’adhésion de la Suisse à l’Espace économique européen. De nos jours, Bâle offre une qualité de vie appréciable grâce à la prospérité de son industrie et de son négoce et à une activité culturelle florissante.

## Politique et administration

### Administration

L'hôtel de ville de Bâle avec ses fresques de Hans Holbein le Jeune (1521), pour commémorer l'entrée de la ville dans la Confédération suisse en 1501.

Bâle forme, avec deux autres communes, le canton de Bâle-Ville. En raison de sa petite taille, le canton n'est pas divisé en districts. La ville est la seule en Suisse à ne pas avoir d'administration communale propre et elle est directement administrée par les deux institutions cantonales : le Conseil d'État (Regierungsrat en allemand) et le Grand Conseil (Grosser Rat). Le premier est l'organe exécutif, donc le gouvernement, le second l'organe législatif, donc le parlement. Le gouvernement du canton est donc également l'organe exécutif de la ville de Bâle. Cette particularité existe depuis 1876,.
Le Conseil d'État est élu au suffrage universel tous les quatre ans et compte sept membres dont un président du gouvernement. Le Grand Conseil compte de son côté 100 membres eux aussi élus tous les quatre ans au suffrage universel direct. Ce type de scrutin est aussi utilisé pour choisir les hauts responsables des tribunaux du canton. Le Grand Conseil se réunit à l'hôtel de ville de Bâle et ses séances sont publiques.
L'administration du canton, et donc de la ville, est divisée en sept « départements » dirigés par les membres du Conseil d'État, qui font office de ministres. Ces départements concernent, outre celui du Président, les constructions et les transports, l'éducation, les finances, la santé , la justice et la sécurité , l'économie, les affaires sociales et l'environnement.

### Tendances politiques
L'électorat de Bâle est plutôt orienté à gauche. En effet, les Bâlois ont élu des membres du Parti socialiste pour les représenter au Conseil des États depuis au moins 1995. De même les députés bâlois au Conseil national sont généralement majoritairement socialistes. Le canton est représenté au Conseil des États par Eva Herzog, du PS, depuis 2019, et au Conseil national par deux députés du PS, un des Vert'libéraux, un des Verts, et un du Parti radical-démocratique,.
Au niveau local, les élections de 2012 ont permis le maintien de l'alliance des Socialistes et des Verts. Au Grand Conseil, les principaux partis sont le Parti socialiste, qui possède 33 sièges, l'Union démocratique du centre, avec 15 sièges, et l'alliance verte, avec 13 sièges. Au Conseil d'État, il y a trois ministres socialistes, deux ministres radicaux-démocrates, un ministre vert et un ministre démocrate-chrétien.
Au niveau fédéral, on constate que dans les différentes votations la ville et le canton de Bâle-Ville sont généralement plus alignés sur la Suisse romande que sur le reste de la partie germanophone du pays. L'exemple le plus notoire étant celui de la votation relative à l'Espace économique européen (EEE) en 1992, où seuls les deux demi-cantons germanophones de Bâle ont voté avec la partie francophone du pays pour une adhésion économique de la Suisse au reste l'Europe.

### Jumelages
Bâle est jumelée avec les villes suivantes :
- Shanghai (Chine) depuis 2007[44] ;
- Miami Beach (États-Unis) depuis 2011[44].

## Population et société

### Démographie

#### Évolution de la population
La commune compte 176 329 habitants au 31 décembre 2023 pour une densité de population de 7 375 hab/km2. Sur la période 2010-2019, sa population a augmenté de 6,1 % (canton : 5,9 % ; Suisse : 9,4 %). Au 31 décembre 2021, l’agglomération de Bâle compte 557 169 habitants. 

#### Pyramide des âges
En 2023, le taux de personnes de moins de 30 ans s'élève à 29,5 %, similaire à la valeur cantonale (29,5 %). Le taux de personnes de plus de 60 ans est quant à lui de 25 %, alors qu'il est de 25,8 % au niveau cantonal.
La même année, la commune compte 86 108 hommes pour 90 221 femmes, soit un taux de 48,8 % d'hommes, supérieur à celui du canton (48,7 %).
| Hommes | Classe d’âge | Femmes |
| ------ | ------------ | ------ |
| 0,8    | 90 ans ou +  | 2,0    |
| 7,0    | 75 à 89 ans  | 9,9    |
| 14,8   | 60 à 74 ans  | 15,4   |
| 20,3   | 45 à 59 ans  | 18,9   |
| 26,8   | 30 à 44 ans  | 25,4   |
| 16,4   | 15 à 29 ans  | 15,8   |
| 14,0   | - de 14 ans  | 12,7   |

| Hommes | Classe d’âge | Femmes |
| ------ | ------------ | ------ |
| 0,9    | 90 ans ou +  | 2,1    |
| 7,4    | 75 à 89 ans  | 10,3   |
| 15,1   | 60 à 74 ans  | 15,7   |
| 20,5   | 45 à 59 ans  | 19,3   |
| 25,6   | 30 à 44 ans  | 24,3   |
| 16,2   | 15 à 29 ans  | 15,3   |
| 14,4   | - de 14 ans  | 13,0   |

#### Population étrangère, langues et religions
En 2010, les résidents étrangers représentaient 34,1 % de la population et l'allemand était la langue principale de 77,8 % des habitants, devant l'italien (5,4 %) et le français (2,6 %). Les religions protestante et catholique sont à égalité, avec chacune 25,2 % de membres parmi la population en 2000. Les autres appartenances religieuses concernent 31,4 % de la population. Ce taux dépasse largement la moyenne suisse, qui est de seulement 11 %. Au niveau du canton de Bâle-Ville, 31 % de la population n'a aucune appartenance religieuse, et ce pourcentage est probablement très similaire dans la ville de Bâle proprement dite, puisqu'elle regroupe 90 % de la population cantonale.

### Sport
- FC Bâle, club de football.
- Rugby Football Club Basel (als), club de rugby.
- HC Bâle, club de hockey sur glace
- Parc Saint-Jacques, stade de football.
- Tournoi de tennis de Bâle, Tournoi ATP de tennis
- Hard Fighting Championship (HFC), Mixed Martial Arts

## Économie

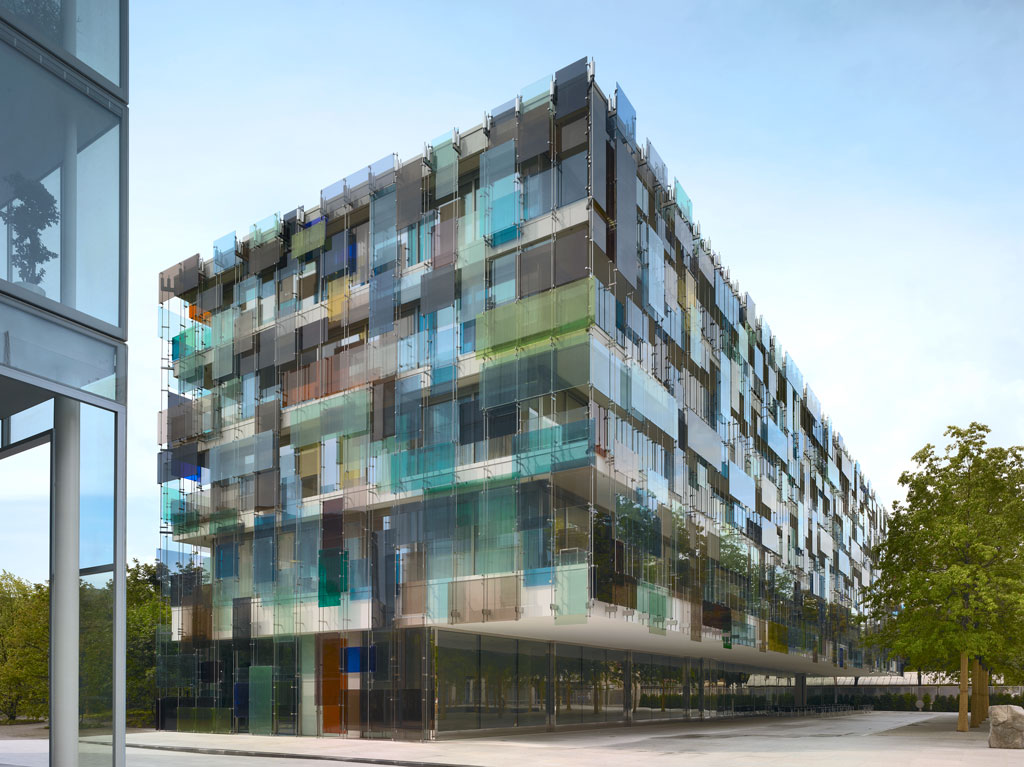
Le campus Novartis.

La ville de Bâle est la deuxième place économique de Suisse après la ville de Zurich et le PIB par habitant de la ville-État est le plus élevé du pays, devant les cantons de Zoug et de Genève. En raison de son emplacement géographique central dans l'ouest de l'Europe respectivement dans l'Europe centrale, elle a une signification commerciale particulièrement importante et privilégiée. La zone économique métropolitaine comprend environ 1,3 million d'habitants et 650 000 travailleurs.
Bâle est l'un des principaux centres mondiaux pour les sociétés pharmaceutiques telles que Novartis, Hoffmann-La Roche, Syngenta et le groupe Lonza. En termes de valeur, plus de 94 % des exportations de biens de Bâle-Ville relèvent des secteurs chimique et pharmaceutique. Avec les installations de production situées dans la Schweizerhalle voisine, Bâle compte pour 20 % des exportations suisses et génère un tiers du produit national.
Au XVIe siècle, de grands chercheurs en médecine, tels que Paracelse, André Vésale, et des penseurs comme Érasme de Rotterdam viennent à Bâle et y font imprimer leurs thèses ou traités. En effet, des artisans de la ville ont commencé à fabriquer du papier dès 1433. La ville participe ainsi au courant humaniste de la Renaissance et à ses progrès scientifiques.
Au XVIIe siècle, Bâle accueille un grand nombre de huguenots français, qui fuient leur pays après la révocation de l'édit de Nantes, ainsi que des protestants du nord de l'Italie. Parmi ces réfugiés, il y a un certain nombre de tisserands et de négociants en soie. Sous leur impulsion, la région bâloise se tourne vers la fabrication des rubans de soie et devient un centre international pour cette activité. Elle apporte de substantiels revenus à la région jusqu'au début du XXe siècle. Le besoin de teintures pour les rubans favorisa d'ailleurs l'implantation de l'industrie chimique qui, finalement, se substitua à cette spécialité locale. Au XIXe siècle, la ville se dota aussi d'un grand port fluvial et participa à l'établissement des groupes bancaires suisses. L'écoulement de la marchandise vers le nord ou le sud s'effectuait sans problème grâce à un réseau fluvial bien adapté. Le Rhin fut très utilisé et contribua grandement au développement de la ville.
Bâle a acquis une renommée internationale dans le milieu bancaire et financier et est le siège de la Banque des règlements internationaux (BRI). La ville est également le siège de plusieurs banques internationales de première importance, dont le deuxième siège de la banque suisse UBS. Elle est ainsi le troisième centre bancaire et financier de Suisse en termes de volume d'activités après Zurich et Genève.

### L'industrie chimique

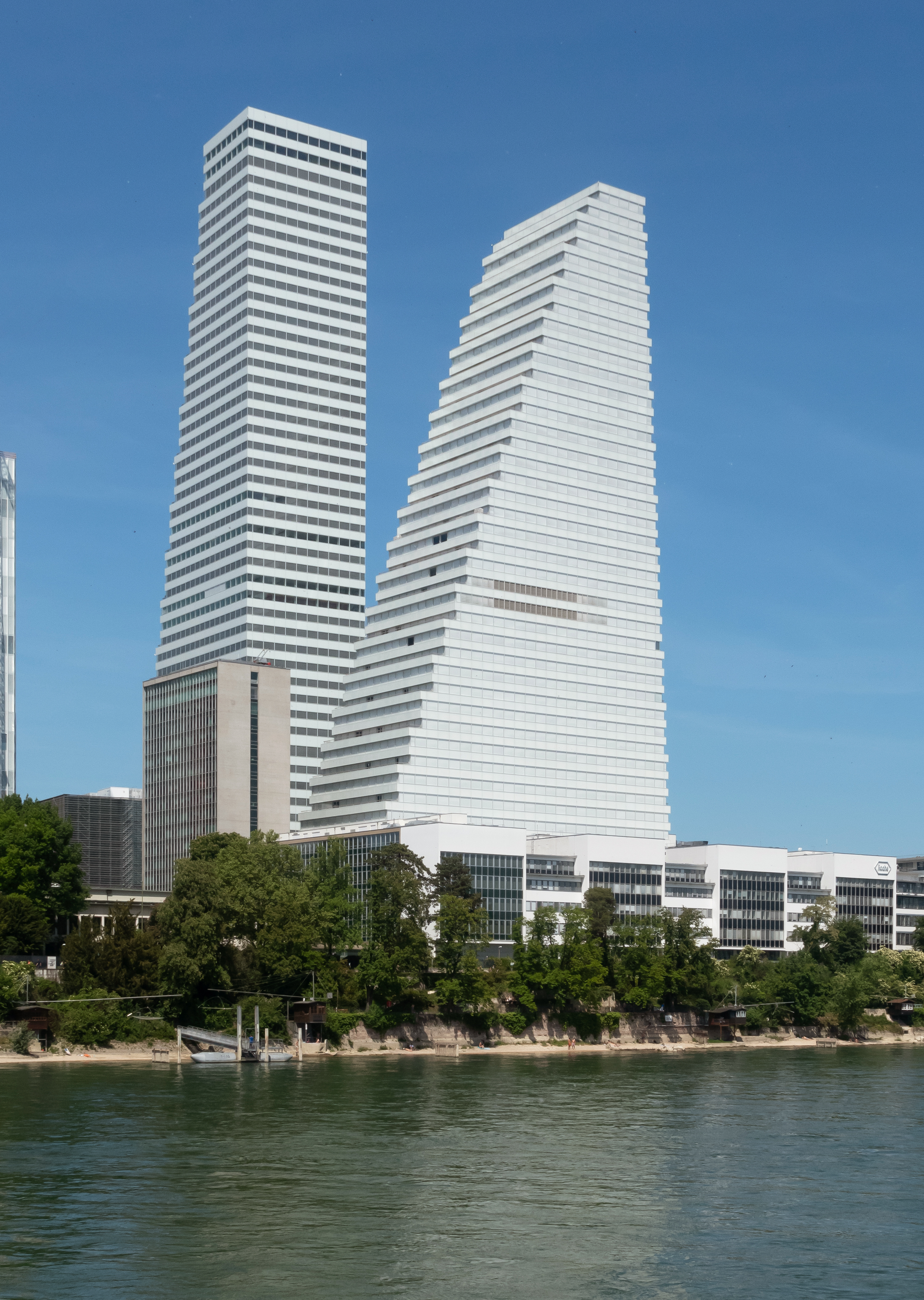
Les Tours Roche (2015-2022), les deux bâtiments les plus hauts de Suisse.

Les industries de fabrication de rubans tombées en désuétude, l'industrie chimique et pharmaceutique prit son essor et aboutit à la formation d'importants complexes qui font de Bâle une des premières places au monde dans ce domaine :
- la première maison implantée fut Ciba (Gesellschaft für Chemische Industrie in Basel) — dénomination prise en 1884 — dont l'origine remonte en fait à 1859, date à laquelle Alexandre Clavel-Linder (1805-1873), natif de Lyon et spécialiste de la teinture de la soie, vint s'établir à Bâle, afin d'exploiter un brevet mis au point en France par les frères Renard. À la même époque, vers 1864, un chimiste suisse, Johann Rudolf Geigy-Merian (de) (1830-1917) y élaborait des colorants. L'association de ces deux grands — Ciba-Geigy — se fit en 1970 ;
- Sandoz, son plus grand concurrent, fut fondé en 1886 sous la dénomination Kern & Sandoz par Alfred Kern (de) et Édouard Sandoz. Orienté à l'origine vers la production de colorants synthétiques, le groupe s'est ensuite dirigé vers le secteur pharmaceutique.
En 1996, les dirigeants de Ciba-Geigy et de Sandoz annonçaient la fusion de leurs deux sociétés (départements pharmaceutiques et agrochimiques) pour former Novartis. Ce géant occupe les tout premiers rangs mondiaux dans le domaine de l'industrie du médicament et celui de l'agrochimie ;
- Hoffmann-La Roche, le troisième grand de la chimie, créé en 1896 par Fritz Hoffmann-La Roche, s'est toujours concentré sur le secteur pharmaceutique.

La biotechnologie représente un autre domaine en plein développement. Bâle se trouve au centre de la Biovalley, liant des entreprises de biotechnologie et de recherches dans le triangle des trois pays. Environ 7 000 frontaliers travaillent dans le domaine de la chimie, qui occupe dans la région de Bâle à peu près 12 % de la population active. Tournée vers l'extérieur et vers l'avenir, la chimie accueille continuellement des chercheurs du monde entier. Le commerce, quant à lui, emploie 36 % des actifs, tandis que les services représentent 23 %, l'industrie 26 % et le service public 15 %.

### Banques et compagnies d'assurances
Toutes ces grandes entreprises ne pourraient fonctionner sans un tissu très performant de banques et assurances.

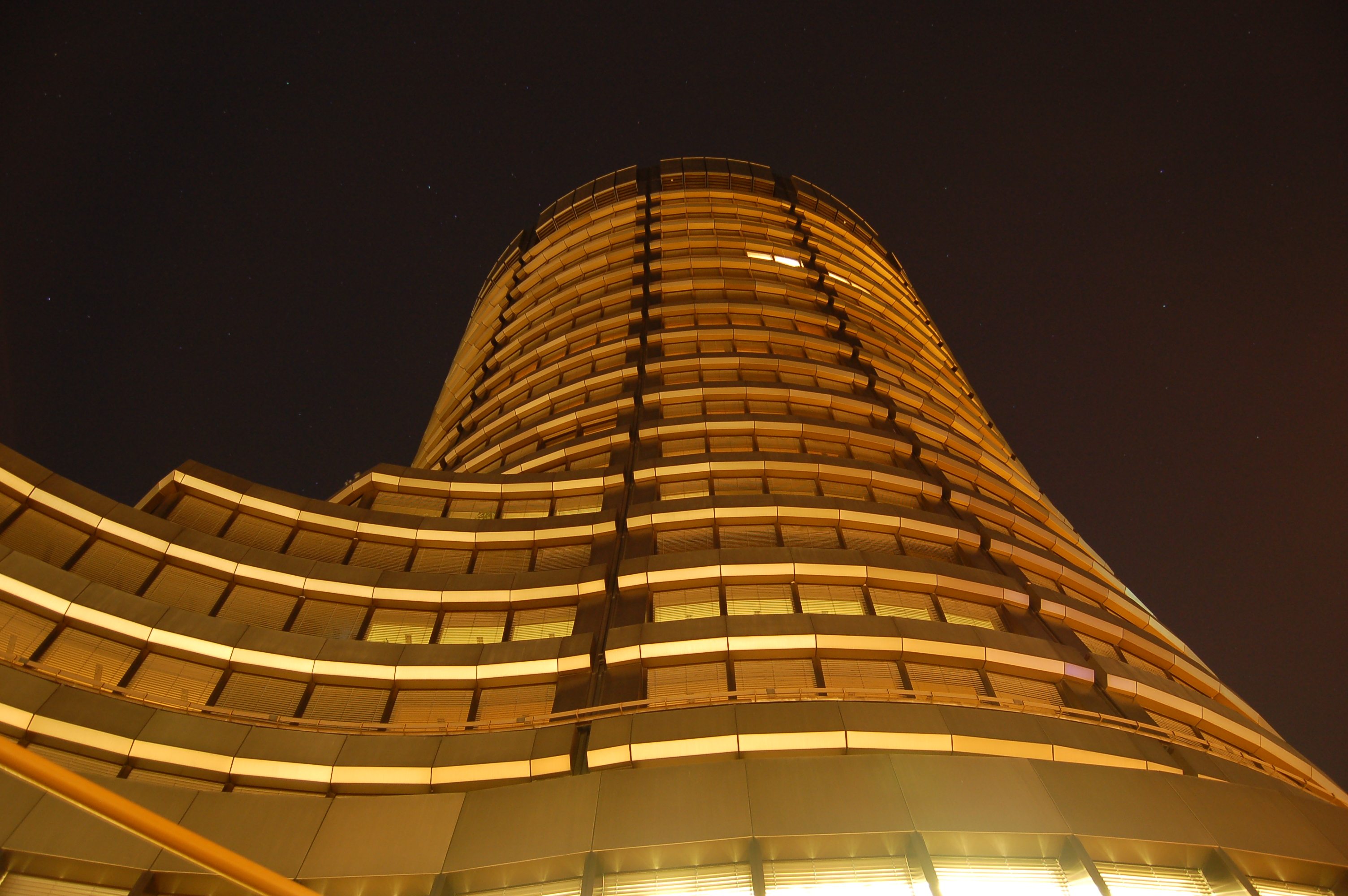
Le siège mondial de la Banque des règlements internationaux.

À Bâle, la première banque fut ouverte par les Médicis venus d’Italie à l’occasion du grand concile. Il convient de signaler que c'est sur une initiative bâloise que fut créée, en 1912, l’Association suisse des banquiers. Le 8 décembre 1997 est intervenue la fusion des deux grandes banques suisses Union des banques suisses et Société de banque suisse pour former l’UBS, avec deux sièges sociaux, l’un à Zurich et l’autre à Bâle. De nos jours, la ville compte 14 établissements et une centaine de succursales. Avec la Tour de la BRI elle est également le siège de la Banque des règlements internationaux dont le rôle principal est de promouvoir la coopération entre les banques centrales. Les accords prudentiels qui régissent le fonctionnement des banques ont fait l'objet d'accords signés par les membres du comité de Bâle et baptisés accords Bâle I, Bâle II et Bâle III.
Le développement de l’industrie a également entrainé au XVIIIe siècle l’apparition de Sociétés d’entraide mutuelle, ancêtres des compagnies d’assurances actuelles, nombreuses et puissantes (Bâloise, Helvetia, Winterthur).

## Culture
Bâle s'auto-proclame capitale culturelle de la Suisse.

### Patrimoine architectural

La Spalentor.

La vieille ville de Bâle regroupe un grand nombre de maisons anciennes et d'édifices emblématiques des divers courants architecturaux de la région. La cathédrale, construite en grès rouge, a été fondée en 1049. Endommagée par le tremblement de terre de 1356, elle a été reconstruite dans un style gothique du XIVe siècle au XVe siècle. Elle a ensuite été lourdement restaurée au XIXe siècle.
L'hôtel de ville, autre lieu emblématique de la ville, date de 1514. Il a été agrandi vers 1608 puis le beffroi a été ajouté au début du XXe siècle. L'ensemble combine de riches décorations murales avec une architecture mêlant styles gothique et Renaissance.
Toutes les églises médiévales de Bâle ont été reconstruites après le tremblement de terre de 1356, puis, certaines ont été transformées pour devenir des lieux de culte protestants.
Les remparts ont été construits à partir du XIIIe siècle puis finalement détruits au XIXe siècle pour faciliter les transports et l'extension urbaine de la ville. Quelques vestiges ont cependant été gardés, comme la Spalentor, une porte qui a obtenu son aspect définitif au XVe siècle, et la porte St-Alban, de 1400, qui a conservé sa herse. À côté, l’Alban Dych (canal St-Alban) date du XIIe siècle. Il ne compte plus qu'une seule roue à aubes, mais il a longtemps servi aux scieries, aux moulins, aux forges, puis aux manufactures de papier qui se trouvaient autour.

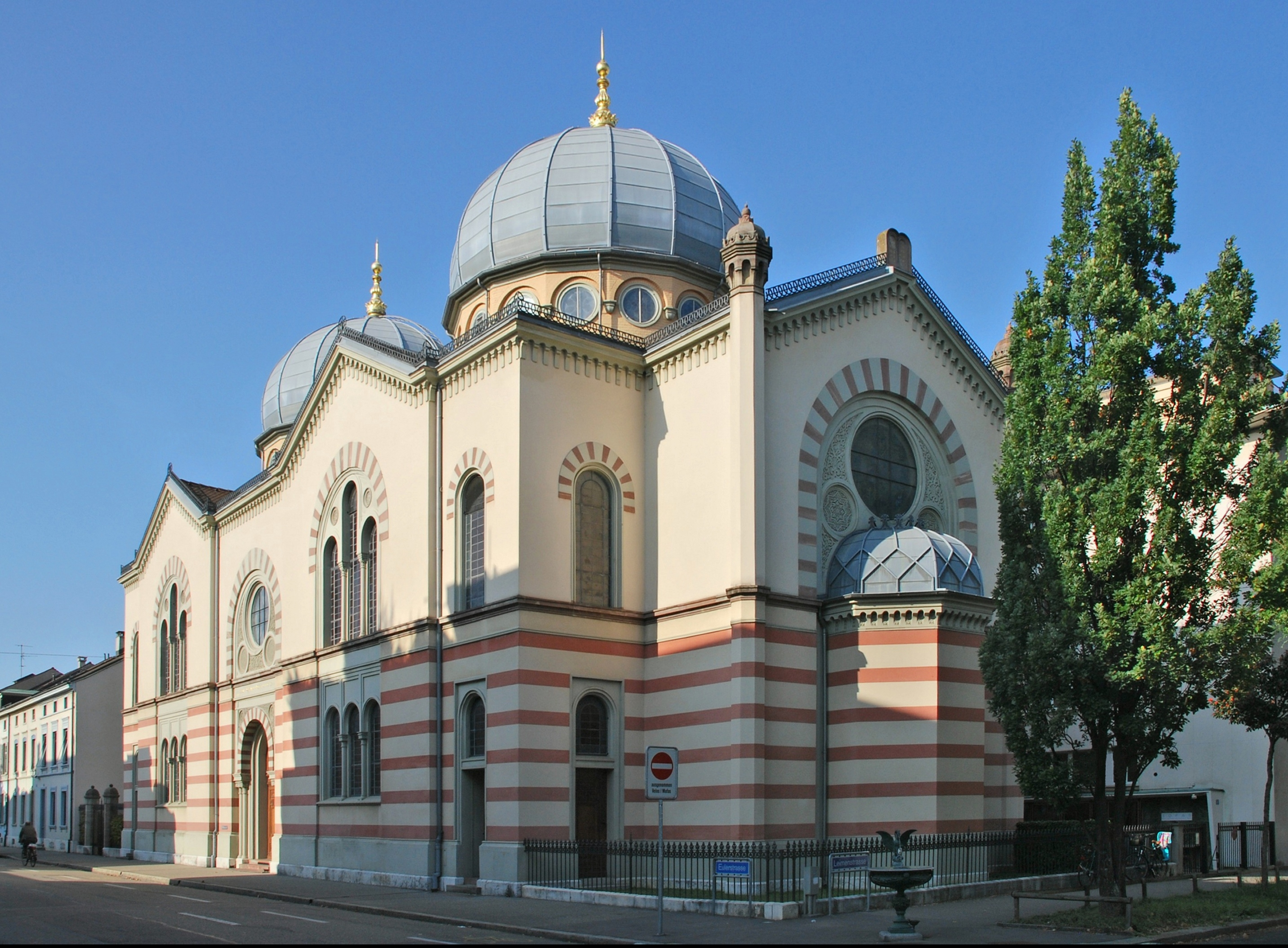
La synagogue principale de Bâle.

La synagogue principale de Bâle date du milieu du XIXe siècle. Elle atteste d'une communauté forte de nos jours de plus de 1 700 âmes. Les origines de la communauté juive de Bâle remontent au XIIe siècle. Aujourd'hui la ville compte quatre synagogues en tout.
La vieille ville regroupe trois grands types de constructions civiles. Il y a d'abord des maisons gothiques, parfois en pierre, parfois à pans de bois. Ensuite, il y a les hôtels particuliers du XVIIIe siècle, construits par les marchands de soie. Les plus connus sont la Maison bleue et la Maison blanche. Enfin, le quartier a été profondément modifié au XIXe siècle, lorsque de nouveaux immeubles aux styles hétéroclites ont été construits. Les plus emblématiques sont les grandes gares et la poste centrale. La vieille-ville est aussi ponctuée de fontaines. Les plus vieilles datent de la Renaissance et la plus récente est une œuvre de Jean Tinguely appelée « Fontaine du carnaval ».
Enfin, Bâle est un foyer important pour l'architecture contemporaine. Elle est le siège de l’agence d’architecture Herzog & de Meuron qui a réalisé à Bâle les tours Roche Tower 1 et 2 (plus haute tour de Suisse avec 205 m), le Schaulager, le parc Saint Jacques et le poste d’aiguillage de la gare. Les autres réalisations les plus connues sont le siège de la banque UBS[réf. nécessaire] la BRI et le musée Tinguely par Mario Botta, la fondation Beyeler par Renzo Piano à Riehen, une caserne de pompiers par Zaha Hadid, le siège de la BRI, une usine d'Álvaro Siza Vieira et un hall de conférence par Tadao Andō. En dehors de la ville, à Weil am Rhein, le Vitra Design Museum a été dessiné par Frank Gehry. La Messeturm, qui fait 105 mètres de haut, a été le plus haut gratte-ciel de Suisse jusqu'en 2010.
En 2025, Bâle a accueilli le 69e concours Eurovision de la chanson du 13 au 17 mai 2025.

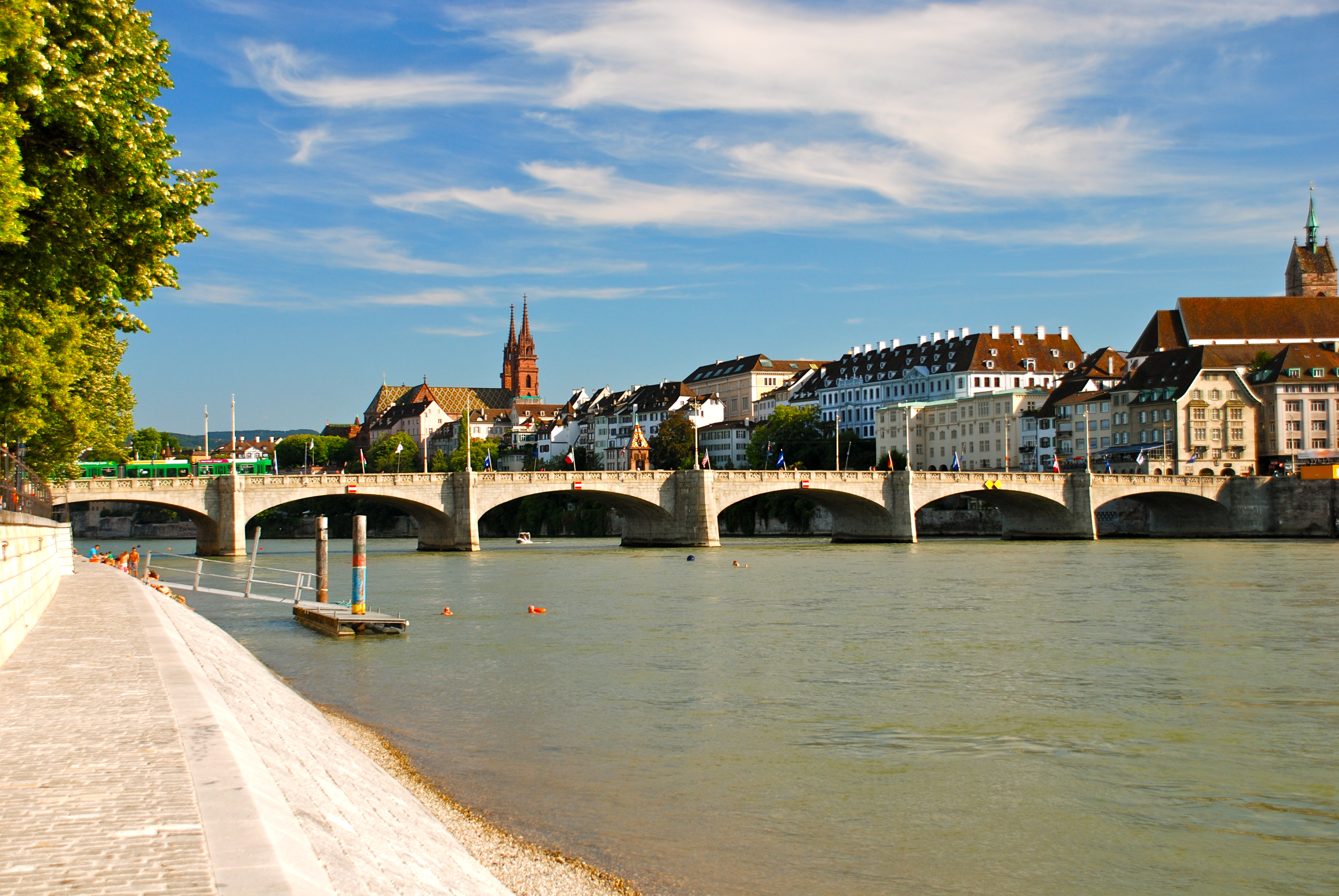
La Mittlere Brücke (1225/1901).
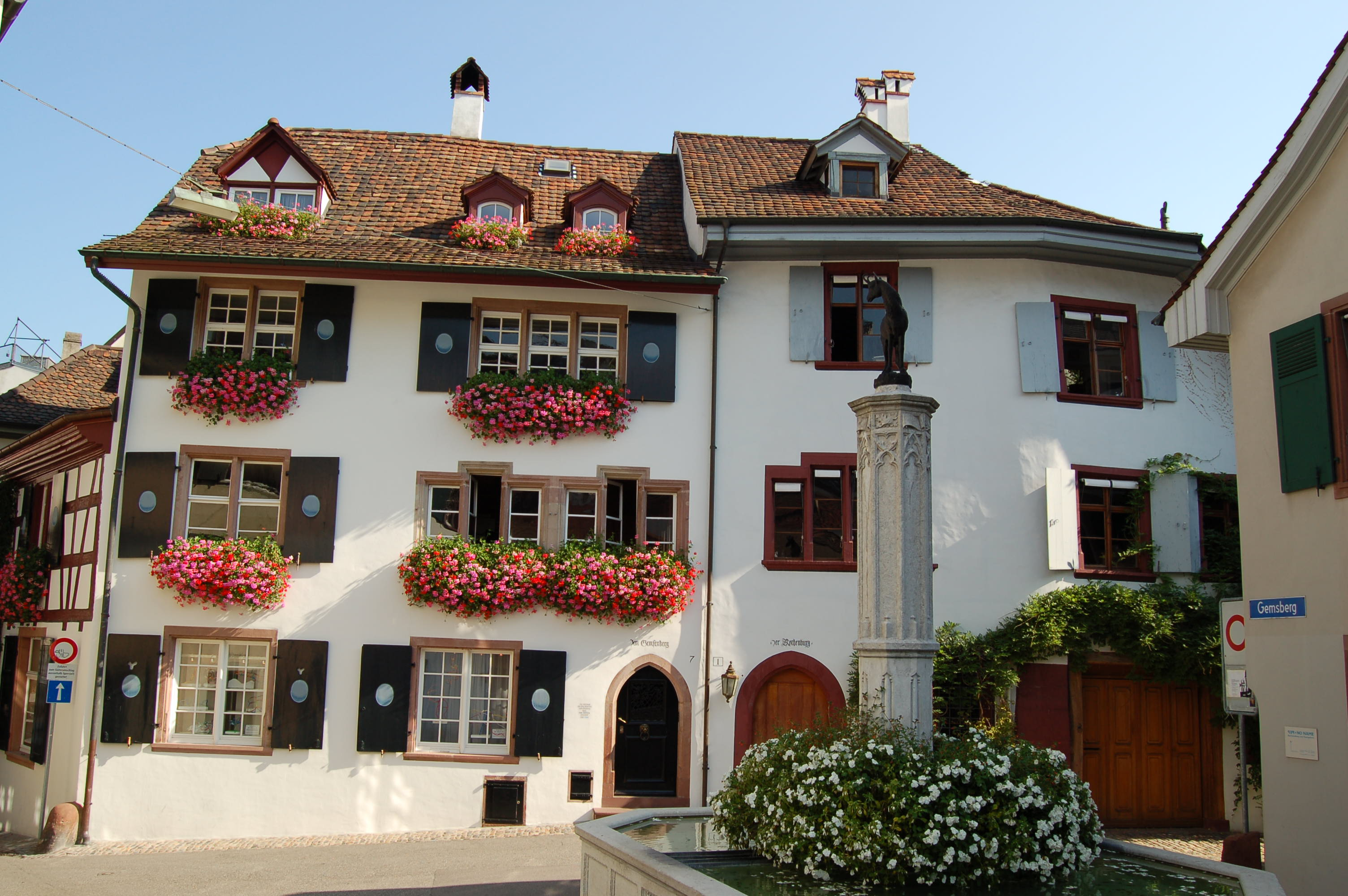
Maisons bourgeoises sur le Gemsberg (XIVe siècle).
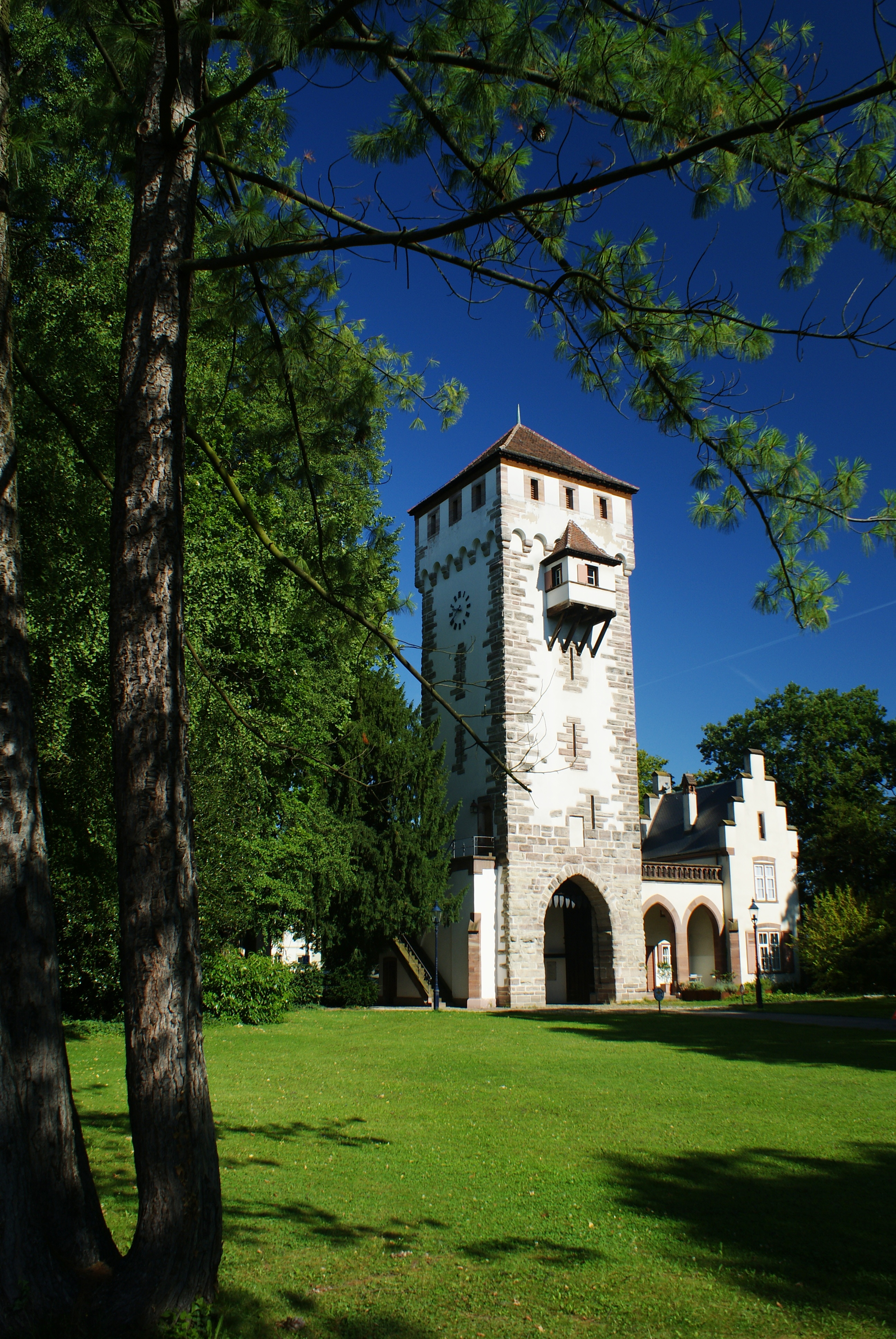
Le St. Alban-Tor (restauré d'après la version de l'année 1647).
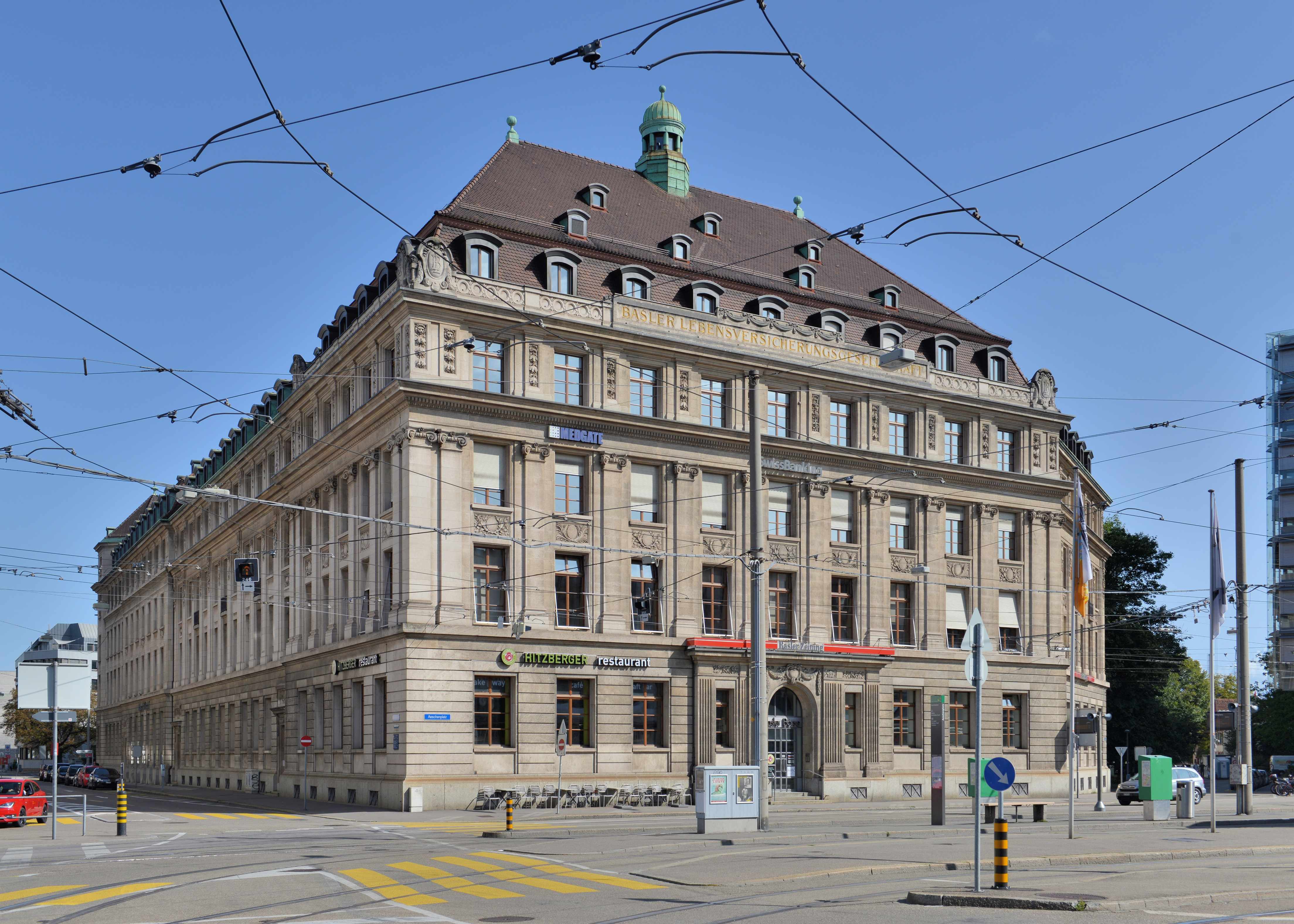
Siège de l'ancienne bourse de Bâle (1866).
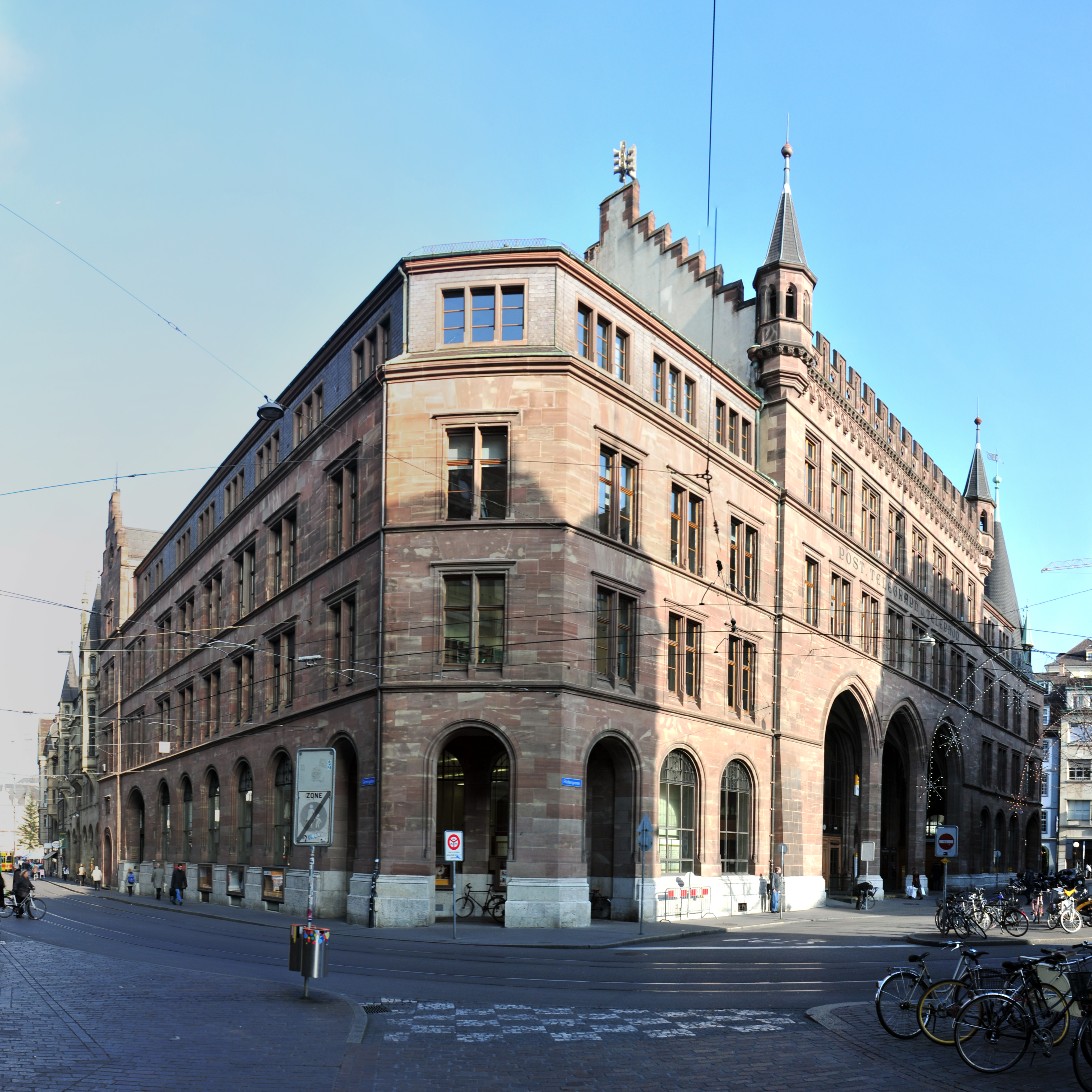
La poste principale (1881).
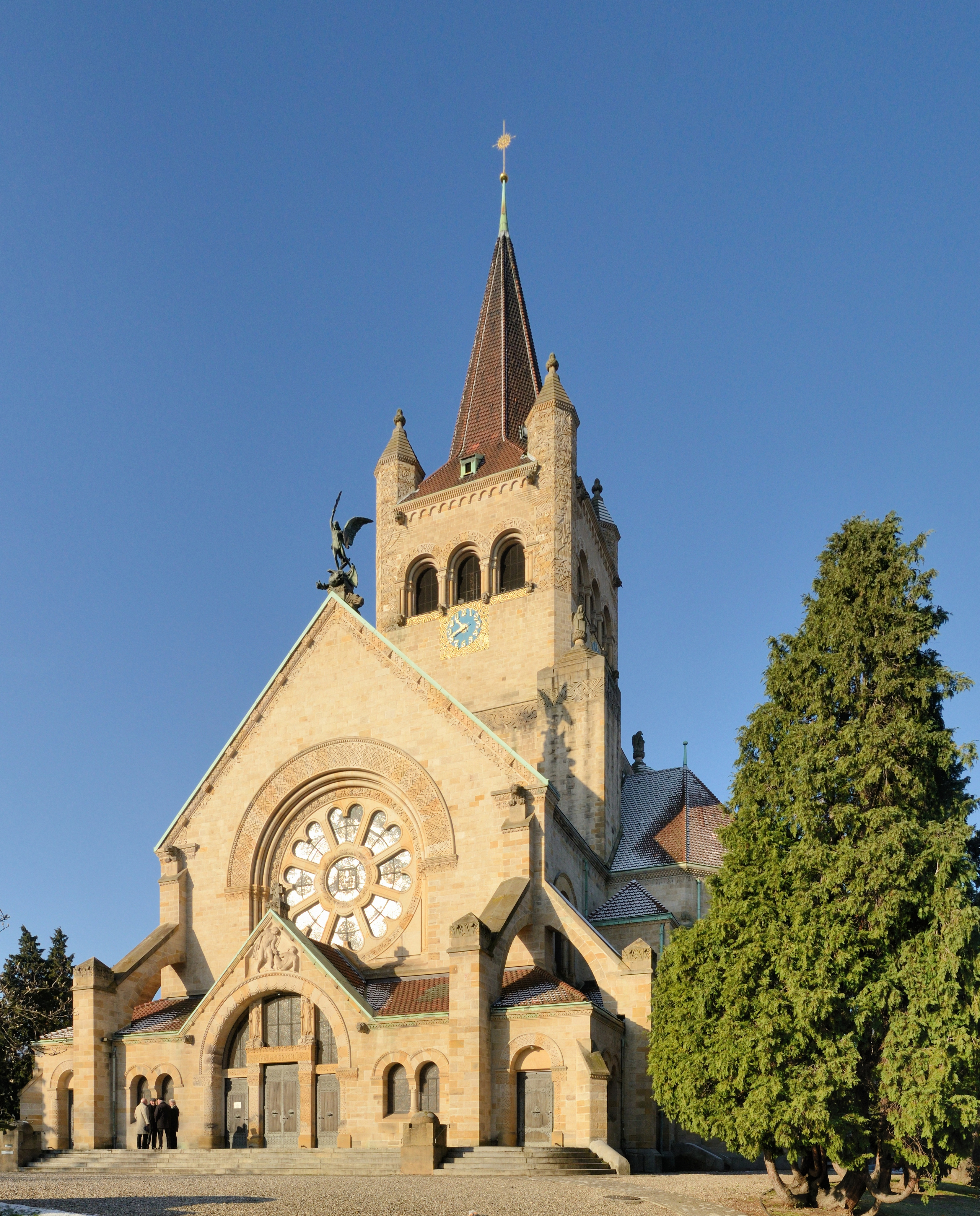
La Pauluskirche (1898).
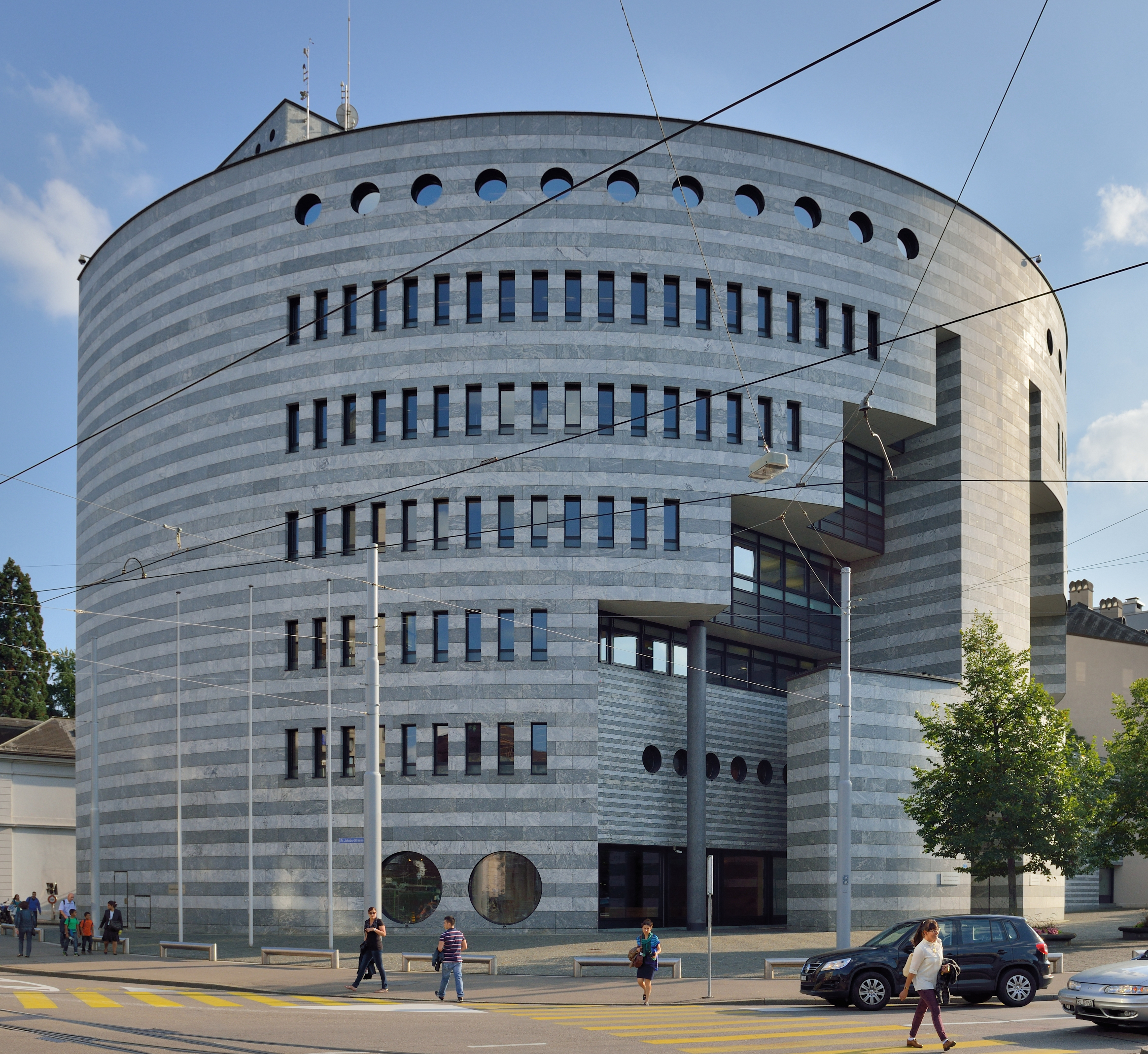
Le siège de la BRI (1986).
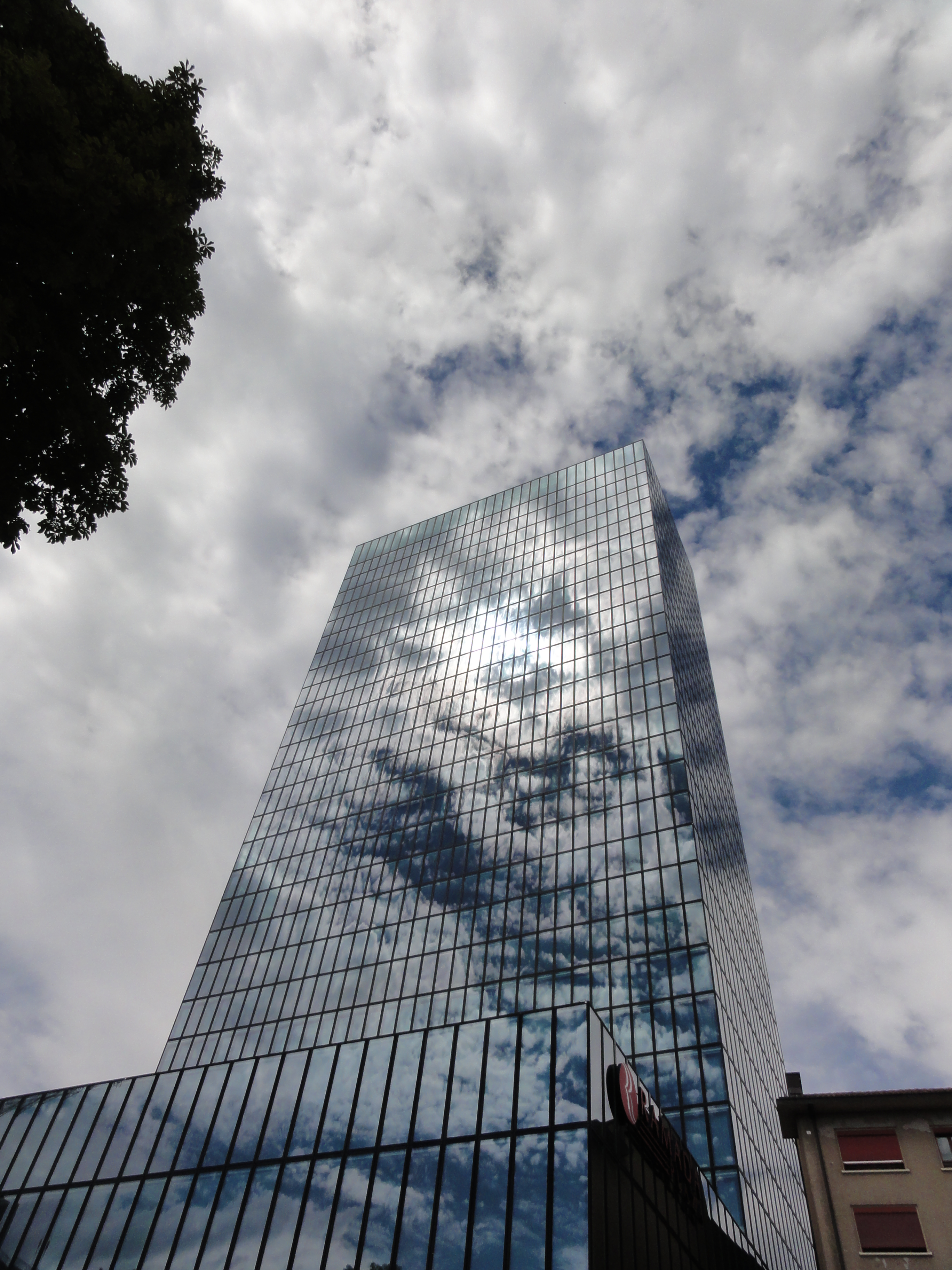
La Messeturm (2003).
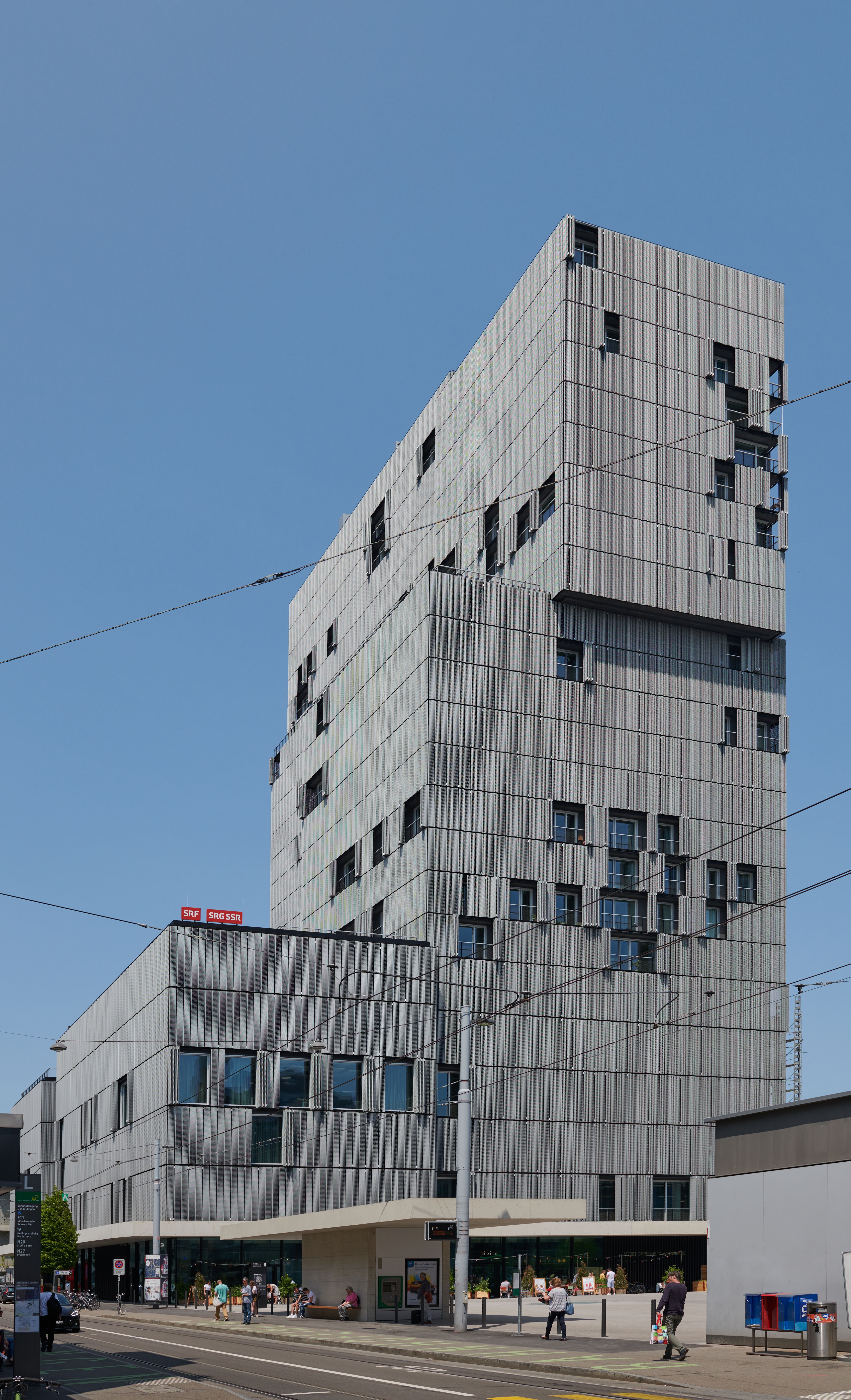
La Meret Oppenheim Tour (2019).

### Musées

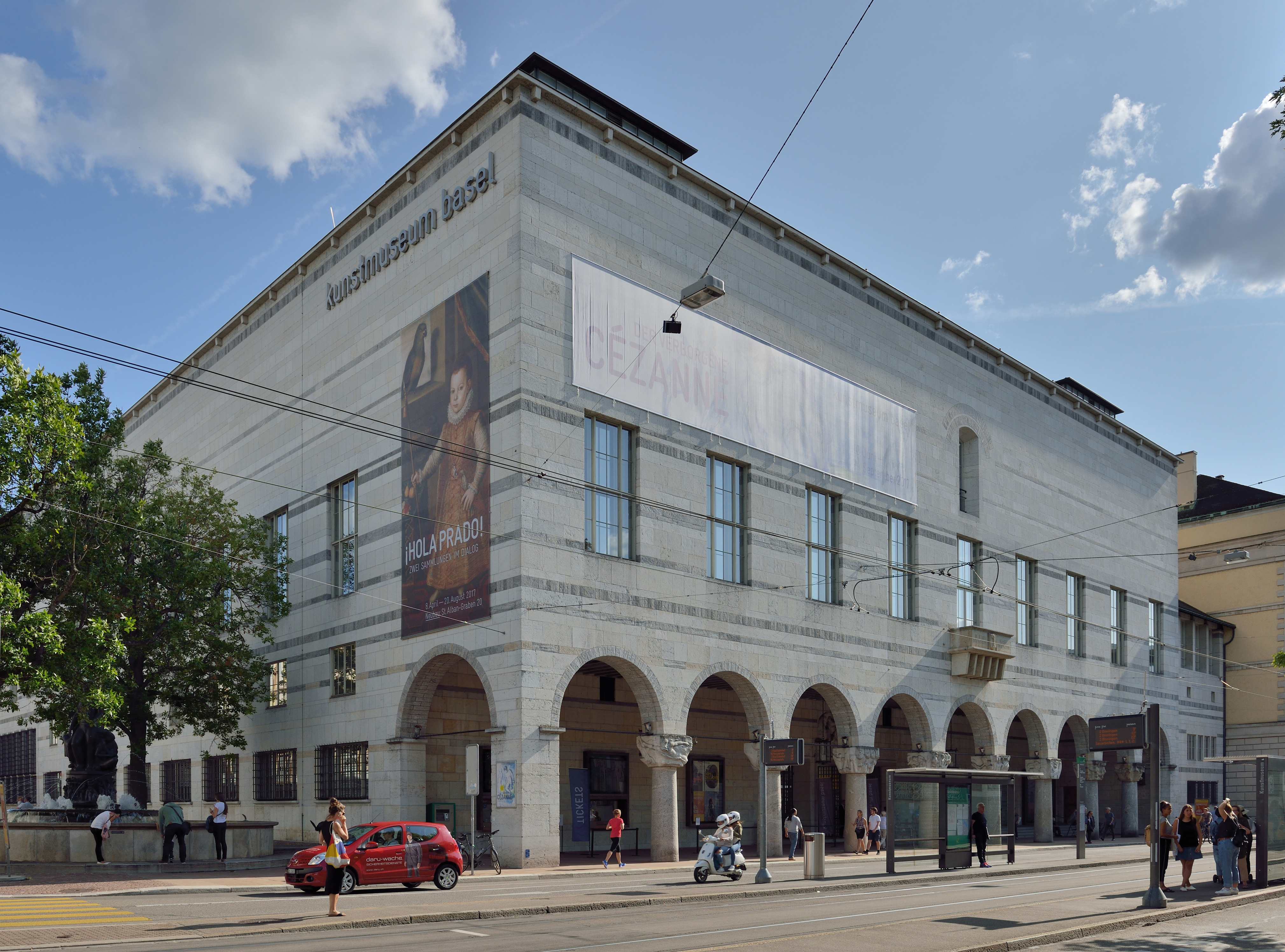
Le Kunstmuseum (bâtiment principal).

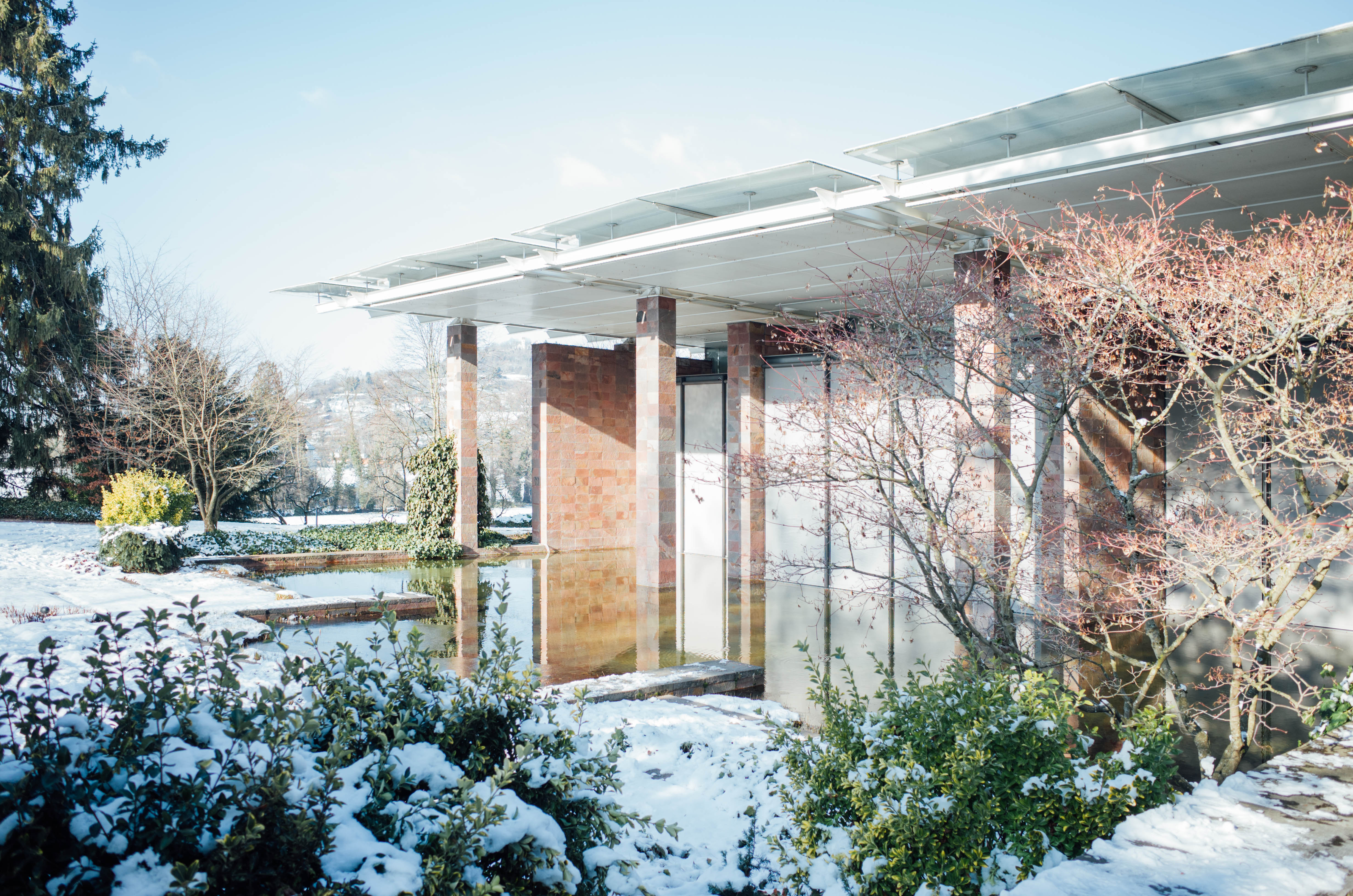
La Fondation Beyeler de Renzo Piano.

Avec près de quarante musées répartis dans tout le canton et une vaste offre culturelle, Bâle est également célèbre pour ses institutions artistiques et culturelles de classe mondiale. Les musées de Bâle couvrent une vaste palette de collections diverses, l’accent étant mis sur les arts plastiques. Les musées de Bâle abritent de nombreuses œuvres d’importance internationale. Avec ses quelques trente-six maisons d’exposition qui enregistrent chaque année plus d’un million de visiteurs, Bâle présente une densité de musées extrêmement élevée par rapport à d’autres villes de même grandeur.
Ces musées, qui jouent un rôle essentiel dans la culture et la politique culturelle de Bâle, sont portés par un réseau serré de collectionneurs d’œuvres d’art et de promoteurs culturels tant privés que publics, qui remonte jusqu’au XVIe siècle. La première collection publique est née en 1661. Vers la fin des années 1980, différentes collections privées sont devenues accessibles dans des bâtiments neufs, reconnus comme architecture de musée avant-gardiste.

#### Musées d'art
- Fondation Beyeler, collection d'art contemporain à Riehen, dans des bâtiments dus à Renzo Piano. Musée d'Art le plus visité de Suisse
- Fondation Herzog (de), photographies
- Kunsthalle, vouée aux expositions temporaires
- Kunstmuseum, plus grand et plus ancien musée d'Art de Suisse
- Maîtrise de garçons
- Musée d'architecture suisse
- Musée d'art contemporain
- Musée Tinguely, collection permanente rétrospective de l'œuvre de Jean Tinguely, dans un bâtiment de Mario Botta
- Schaulager, collection d'art contemporain à Münchenstein, dans un bâtiment des architectes Herzog & de Meuron

#### Musées d'histoire
- Musée historique de Bâle
- Musée de la musique
- Musée de la pharmacie de Université de Bâle
- Musée des antiquités
- Musée d'histoire naturelle de Bâle
- Musée des cultures de Bâle
- Musée de la caricature et du dessin humoristique de Bâle
- Musée de la Maison de Poupée
- Musée Suisse du Papier, de l’Écriture et de l’Impression
- Vitra Design Museum
- Liste des musées
- Musée juif de Suisse

### Salles de spectacle
- La Caserne
- La Gare du Nord
- Le Casino de Bâle[62]

### Parcs
La ville dispose du parc zoologique le plus fréquenté de Suisse dans le quartier Bachletten, le Zoo de Bâle, fondé en 1874 par la ville de Bâle et la Société ornithologique de Bâle (premier de Suisse).
Parmi les parcs les plus fréquentés de la ville se trouvent :

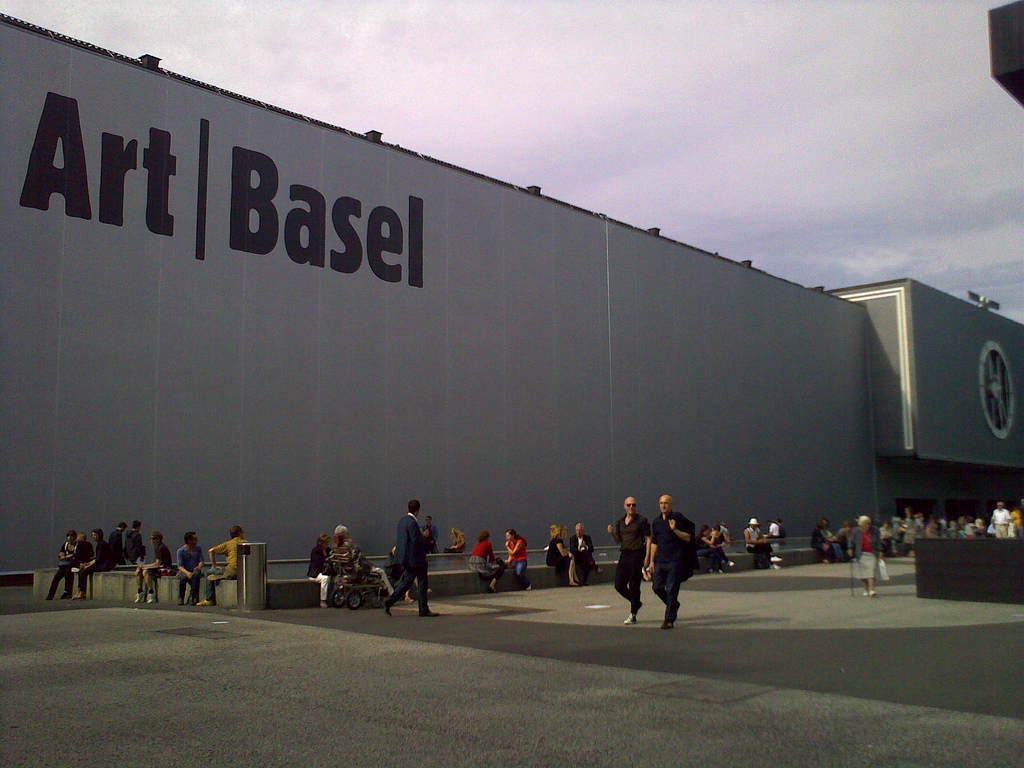
Pavillon d'Art Basel en 2009.

- Gellertgut (St. Alban) ;
- Kannenfeldpark (Iselin) ;
- Margarethenpark (Gundeldingen) ;
- Rosenfeldpark (St. Alban) ;
- Schützenmattpark (Bachletten) ;
- Schwarzpark (St. Alban) ;
- Solitudepark (Wettstein).

### Manifestations
- Art Basel : foire d'art contemporain
- Baloise Session (en) : festival de musique
- Basler Fasnacht : carnaval de Bâle
- Basler Herbstmesse : foire d'automne
- Baselworld : salon mondial de l'horlogerie et de la bijouterie jusqu’en 2019
- Basel Tattoo (en) : 2e festival de musique militaire et folklorique du monde[63].

### Cuisine
- Basler Läckerli
- Mässmogge

### Musique
- Académie de musique de la ville de Bâle (de), école supérieure de musique fondée en 1867
- Orchestre de chambre de Bâle, fondé en 1926 par Paul Sacher et dissous en 1987.
- La Schola Cantorum de Bâle, qui a formé de nombreux musiciens classiques.
- Concours Eurovision de la chanson 2025

### Littérature
- Schwabe Verlag est une maison d'édition fondée à Bâle qui remonte à 1488.
- Victor Hugo l'évoque dans ses lettres fictives de récit de voyage Le Rhin (1842).
- Hermann Hesse l'évoque dans son livre Le Loup des steppes (1927).
- Louis Aragon l'évoque dans son livre Les Cloches de Bâle (1934).
- Philip Roth l'évoque dans le premier chapitre (intitulé « Bâle ») de son livre La Contrevie (1986).

### Personnalités

#### Naissance à Bâle
- Marc Allégret (1900-1973), réalisateur
- Werner Arnold (1930-2005), cycliste
- Karl Barth (1886-1968), théologien
- Gaspard Bauhin (1560-1624), naturaliste
- Jean Bauhin (1541-1612), naturaliste
- Hans Bernoulli (1876-1959), architecte
- Jacques Bernoulli (1654-1705), mathématicien et physicien
- Arnold Böcklin (1827-1901), peintre
- Emanuel Büchel (1705-1775), boulanger puis peintre et topographe
- Jacob Burckhardt (1818-1897), savant
- Bernhard Christ (1942-), avocat, notaire, politicien et traducteur
- Arthur Cohn (1927-), producteur
- Adelheid Duvanel (1936-1996), écrivaine et peintre suisse
- Hans Eppens (1905-1988), peintre, né et mort à Bâle
- Leonhard Euler (1707-1783), mathématicien et physicien
- Roger Federer (1981- ), considéré comme l'un des plus grands joueurs de tennis de tous les temps
- Remigius Fesch (1595-1667), juriste, recteur de l'université, savant, fondateur du cabinet Faesch légué à la ville
- Edwin Fischer (1886-1960), pianiste
- Christophe Glaser (1629-1762), pharmacien
- Pascal Janovjak (1975-), écrivain
- Marthe Keller (1945-), actrice
- Jürg Kreienbühl (1932-2007), peintre
- Mathis Künzler (1978-), acteur
- Raoul Albert La Roche (1889-1965), mécène
- Esther Mengold (1877-1954), peintre portraitiste
- Matthäus Merian (1593-1650), graveur et cartographe
- Fritz Müller (1834-1895), médecin et zoologiste
- Eduard Pfrunder (1877-1925), architecte
- Ferenc Rákóczy (1967- ), poète, écrivain et psychiatre
- Flurin Randegger (1988-), joueur de hockey
- Paul Sacher (1906-1999), industriel
- Régnault Sarasin (1886-1943), peintre
- Patty Schnyder (1978- ), joueuse de tennis
- Jörg Schuldhess (1941-1992), dessinateur, peintre, graphiste et écrivain
- Sandra Speichert (1971- ), actrice
- Johann Jacob Spreng (1699-1768), théologien protestant et lexicographe
- Jacques Sprenger, inquisiteur
- Franz Weber (1927-2019), humaniste, écologiste
- Luzius Wildhaber (1937-2020), juriste, président de la Cour européenne des droits de l'homme du 1er novembre 1998 au 18 janvier 2007
- Felix Wuertz (1514-1574), chirurgien
- Theodor Zwinger, I, II et III, savants
- Monika Wyss (1959-), première prêtresse catholique suisse
- Paul Basilius Barth (1881-1955), peintre et dessinateur
- Rudolf Kelterborn (1931-2021), compositeur suisse.

#### Décès à Bâle
- Érasme (1468-1536), humaniste
- Anna Catharina Bischoff (1719-1787), momie de l’église des Barfüsser
- Théo, le fumeur de pipe (~1790-~1820), inconnu dont le squelette a été découvert en 1984
- Friedrich Fichter, chimiste (1869-1952)
- Ferenc Fricsay, chef d'orchestre
- Michael Furter, imprimeur de la fin du XVe siècle
- Fritz Haber, chimiste
- Betty Halff-Epstein (1905-1991), entrepreneuse suisse et pionnière de la deuxième vague féministe.
- Karl Jaspers, psychiatre
- Daniel Bernoulli, mathématicien
- Meret Oppenheim, artiste
- Franz Overbeck, historien et théologien
- Hans Urs von Balthasar, théologien
- Arthur Cohn (1862-1926), rabbin de Bâle de 1885 à 1926.
- Albert Poldesz, écrivian et scénariste hongrois.
- Daniel Zahno, écrivain.
- Toya Maissen (1939-1991), journaliste suisse.

#### Autres
- Johannes Buxtorf (1599-1664), professeur d'hébreu, fils de Johannes Buxtorf (1564-1629)
- Adolf Busch, violoniste allemand
- Urs Graf (1485–1527/1528), dessinateur et graveur
- Hermann Hesse, écrivain (n'est pas décédé à Bâle mais à Montagnola, mais a passé une bonne partie de sa jeunesse dans la ville)
- Albert Hofmann, chimiste
- Hans Holbein le Jeune (1497-1543), peintre et graveur
- Carl Gustav Jung, psychiatre
- Friedrich Nietzsche, philosophe
- Meret Oppenheim, photographe
- Alfred Pauletto, artiste peintre
- Niki de Saint Phalle, peintre
- Jordi Savall, violiste, chef de chœur et musicien espagnol a étudié de longues années à la Schola Cantorum de Bâle
- Rudolf Serkin, pianiste
- Jean Tinguely, artiste
- Krystian Zimerman, pianiste
- Pascale Baeriswyl, diplomate

### Héraldique
| Blason de Bâle | D'argent, à la crosse stylisée de sable. Bâle est l'une des rares villes épiscopales à avoir choisi la crosse comme emblème. Il s'agirait peut-être de celle de saint Germain de Trèves (de), fondateur de l'abbaye de Moutier-Grandval. Cet emblème est apparu vers 1100 sur les monnaies de l'évêché, puis le dessin de la crosse s'est stabilisé au XIVe siècle. La ville en fait usage dès 1385, et la colore en noir afin de distinguer ses armes de celles de l'évêque, qui portent une crosse rouge. En 1512, le pape Jules II permet aux Bâlois de changer leur crosse noire en or, ceci afin de les remercier de leur aide lors des guerres d'Italie. Cependant, la crosse redevient noire pendant la Réforme. Depuis 1452, le blason de la ville est parfois accompagné d'un basilic en ornement extérieur. Auparavant, un lion était utilisé. |

## Honneur
L'astéroïde (2033) Basilea est nommé en son honneur.